# مقتنيات الحجرة النبوية الشريفة
احتوت وثائق الأرشيف العثماني ملفاً حول الأمانات المنقولة من الحجرة النبوية إلى استانبول وهو الملف محفوظ تحت تصنيف (DUIT 2-3/52) (الملف التصنيفي للإرادات) ويتضمن تسع خطابات صادرة من جهات رسمية عليا في الدولة العثمانية هي:
- كاتب السلطان: الذي يبلِّغ الإرادات السلطانية.
- الصدر الأعظم: وهو رئيس الوزراء في الدولة العثمانية.
- نظارة الأوقاف: أي وزارة الأوقاف.
- شيخ الإسلام: وهو أعلى منصب ديني.

كما يتضمن الملف قائمةً من ست صفحات فيها وصف دقيق لثمانين قطعة من المقتنيات النفيسة تشمل: مصاحف أثرية، مجوهرات، شمعدانات وعلاقات وسيوف من معادن ثمينة أو مطعمة بها، نقلت جميعها من الحجرة النبوية في المدينة المنورة إلى الخزانة السلطانية في قصر توب قابي في إسطنبول عام 1335هـ / 1917م؛ أي في ذروة أحداث الحرب العالمية الأولى. وفي قائمة الأمانات المباركة المرسلة من الحرم النبوي الشريف بالمدينة المنورة إلى إستانبول للترميم: 2/11 لوحة شريفة مرصعة بالألماس بها كلمة التوحيد، وطرفاها أيضاً مرصعان، وفي وسطها نقض وردي مرصع أيضاً. وهي من وقف عادلة سلطان، ابنة السلطان محمود الثاني، وزوجة الصدر الأعظم الأسبق وأمير البحرية محمد عاطف باشا.

## مقدمة
يرجع تاريخ الاحتفاظ بمقتنيات الحجرة النبوية الشريفة إلى زمن الصحابة  والشاهد في ذلك ما ورد عن السيدة أسماء بنت أبي بكر رضي الله عنها عن جبة الرسول  التي كانت عندها (وأخذتها عن السيدة عائشة رضي الله عنها)، روى مسلم (2069) «هَذِهِ جُبَّةُ رَسُولِ اللهِ صَلَّى اللهُ عَلَيْهِ وَسَلَّمَ، فَأَخْرَجَتْ جُبَّةَ طَيَالِسَةٍ كِسْرَوَانِيَّةٍ لَهَا لِبْنَةُ دِيبَاجٍ، وَفَرْجَيْهَا مَكْفُوفَيْنِ بِالدِّيبَاجِ، فَقَالَتْ: هَذِهِ كَانَتْ عِنْدَ عَائِشَةَ حَتَّى قُبِضَتْ، فَلَمَّا قُبِضَتْ قَبَضْتُهَا، وَكَانَ النَّبِيُّ صَلَّى اللهُ عَلَيْهِ وَسَلَّمَ يَلْبَسُهَا، فَنَحْنُ نَغْسِلُهَا لِلْمَرْضَى يُسْتَشْفَى بِهَا»
وليس في هذا الحديث أن النبي ﷺ كان يشفي المرضى؛ فإن ذلك كان بعد وفاته صلى الله عليه وسلم، ولكن فيه أن الله تعالى جعل في آثاره ﷺ كثوبه وطعامه وشرابه وشعر وماء وضوئه وبصاقه: الشفاء والبركة، وهذا القدر حق ثابت، لا ريب فيه، وهذا مما خصه الله به دون غيره، ولا غرابة في ذلك، فكما أن الله جعل الشفاء في الدواء يتناوله المريض فيشفى بإذن الله، فكذلك جعل آثار رسول الله ﷺ المذكورة: أسبابا للشفاء، بإذن الله؛ فكأنها تفعل ما يفعل الدواء الحسي، وتقوم مقامه؛ فهي سبب حسي، ظاهر، جعله الله سببا لذلك، كرامة لرسوله صلى الله عليه وسلم.
وهذه منزلة لم يحظى بها أيّ من البشر وخصّها الله سبحانه وتعالى للرسول عليه الصلاة والسلام.و قد ورد في الأثر الصحيح تمسك الصحابة الكرام أو تابعيهم ومن بعدهم بمقتنيات الرسول  وحرصهم الشديد على رؤيتها ودفع الغالي والثمين للحصول عليها إن لم تكن من ملكهم أصلاً.

### أمثلة (عن الصحابة)
الأمر لم يكن بالبساطة والسهولة التي يتصورها البعض فهذا سيدنا عبد الله بن عمر بكا كل ما ذكر رسول الله عنده وثبت عنه  تتبع جميع آثار النبي أثرا أثراً. أما تبرك الصحابة الكرام بآثاره الكريمة فكانت لا تعدّ ولا تُحصى. وقد رُوي عن أنس بن مالك قال:«رأيت رسول الله والحلاق يحلق شعر رأسه وقد أطاف به أصحابه فما يريدون أن تقع شعرة إلا في يد رجل».
هذه الآثار عن الرسول الكريم قد تبرك بها الصحابة في حياتهم وبعد انتقاله كما تبرك بها التابعون وتابعوهم وشملت كل ما مسّه من طعام أو أدوات كماء وضوئه وسؤر شرابه بقايا طعامه وملابسه، فكان الصحابة يتداوون بماء وضوئه بل من لم يصب بللاً من ماء وضوئه كان يأخذ من بلل يد صاحبه كما ذكر ذلك الإمام البخاري في كتاب الصلاة.

### الحجرة النبوية الشريفة
ومن جملة ما اعتنى به المسلمون هو كسوة الحجرة الشريفة التي تضم قبر الرسول وصاحبيه وكان أول من كسا الحجرة هي زبيدة بنت جعفر زوجة الخليفة العباسي محمد المهدي، ووالدة هارون الرشيد والهادي حيث كسته من الزنانير وشبائك الحرير ثم توالى بعد ذلك على شرف كسوتها الحكام حتى صارت ترسل الكسوة من مصر كل ست سنوات من الديباج الأسود مرقوما بالحرير الأبيض ولها طراز منسوج بالفضة والذهب دائر عليها ثم بعد ذلك تولى ملوك آل عثمان هذا الأمر فكانوا يرسلون الكسوة من الديباج الأخضر وكلها مطرزة مكتوبة وعليها زنار من الأطلس الأحمر مكتوب بالقصب المموه وكان آخرها التي أمر بصناعتها السلطان عبد المجيد خان سنة 1259 هـ ووصلت مع محمل الحاج الشامي بعد وفاة السلطان عبد المجيد كما وصل معها قطع من الأطلس الأحمر مكتوب فيها بالقصب اسم النبي واسم صاحبيه فعلقت على الكسوة أمام القبور الشريفة.
منذ بداية العهد النبوي وحتى زماننا لم تنقطع إهداءات المسلمين من خلفاء وسلاطين وملوك وعامة المسلمين الموسرين منهم والمحبين لم تنقطع الإهداءات التي تنوعت واختلفت وشملت الكنوز والهدايا وقناديل وشمعدانات الذهب والفضة ومجامر وصناديق مذهبة وتعاليق وذلك كله محلى بأنفس وأثمن المجوهرات من ياقوت وزمرد والماس وأحجار كريمة قل أن يوجد لها مثيل في عصرنا الحالي وبالرغم من أن كثرة هذه الاهداءات قد امتلأت بها مخازن المسجد النبوي والحجرة الشريفة إلا انه كان هناك في الجانب الآخر من استغل هذه الهدايا إما بإجازة بيعها والانتفاع بريعها في عمارة وصيانة المسجد والحجرة أو أخذها فقط لوجهة نظر شرعية أو سياسية هو يعتقدها كما تعرضت الحجرة النبوية الشريفة والمسجد النبوي ومخازنها للسطو والنهب والسلب عدة مرات على يد بعض الأمراء وضعاف النفوس وكان آخر هذه الحملات التي حصلت لنقل كنوز المسجد النبوي والحجرة النبوية الشريفة ما سطره لنا التاريخ من قيام فخري باشا وهو آخر حكام آل عثمان العسكريين على المدينة المنورة قبل زوال سلطانهم عليها إبان الحرب العالمية الأولى حيث عمد إلى إدخال قطار الحجاز إلى اقرب موقع ممكن من المسجد النبوي الشريف حيث نقل هذه الكنوز إلى تركيا ومن جملة ما حمل معه الكوكب الدري وسميت رحلة القطار هذه بقطار (الأمانات المقدسة) وجرت سنة 1335 هجري الموافق 1917 ميلادي وفي ما يلي صورة لقطار الأمانات المقدسة التقطها فخري باشا بنفسه وما بقي من هذه الكنوز تم حفظه ورعايته في صناديق خاصة وبطريقة جيدة في المسجد النبوي الشريف ضمن مكتبته الداخلية والجزء الآخر ضمن مكتبة الملك عبد العزيز العامة ريثما يتم عرضها في متحف المسجد النبوي الشريف المزمع إقامته لهذا الغرض.

## روائع الذخائر النبوية الشريفة وإهداءات المقصورة

### البردة
تم تخصيص غرفة خاصة جداً لحفظ وعرض البردة (جبة) رسول الله في جناح الأمانات المقدسة في متحف قصر توب كابي في إسطنبول صنعت لها العديد من الصناديق والحوافظ التي كانت توضع بداخلها وكل منها مسجل عليه تاريخ صنعها ومهديها للمتحف محاطة بالمقتنيات النبوية الشريفة التي حصل عليها السلاطين العثمانيين وما تم نقله في قطار الأمانات المقدسة من المدينة المنورة لتركيا.

### عمائمه
في كتب السيرة العطرة لسيدنا رسول الله نجد ثلاثة ألوان تغلب على عمائمه التي جاء ذكرها وهي العمامة البيضاء وهذه أكثرها ذكراً والعمامة السوداء والعمامة الصفراء.

### صندوق السيدة فاطمة الزهراء
من ضمن كنوز الحجرة النبوية التي نقلت من المدينة المنورة لتركيا صندوق السيدة فاطمة الزهراء الذي كان يستخدم منها شخصياً وفي هذا الصندوق 
العديد من المتعلقات الشخصية للسيدة فاطمة منها قميص وجبة وبعض أجزاءمن أدواتها وملابسها المختلفة التي تنسب لها وجميعها معروضة حاليا في جناح
الأمانات المقدسة في متحف قصر توب كابي في إسطنبول
- وهذا قميص فخر النساء (فاطمة الزهراء) كما يطلق عليه والكتابات والرسومالتي على القميص لم تكن موجودة أصلا في حياتها رضي الله عنها ولكن تم إضافتها في عصور متأخرة
- جبة السيدة فاطمة

### راية رسول الله
استخدم الخلفاء الراشدون ومن بعدهم بعض خلفاء بني أمية والعباسيون واستقر الأمر في بدايات الخلافة العثمانية استخدموا راية رسول الله التي سلمها لسيدنا علي بن أبي طالب في فتح خيبر في السنة السابعة من الهجرة وقد كانت راية حمراء تم تثبيتها في الخلافة العثمانية على قطعة من الصوف الأخضر وأداروا حلولها أسماء العشرة المبشرين بالجنة وهي محفوظة الآن في المتحف الإسلامي في إسطنبول
- راية فتح خيبر استخدمها العثمانيون في معظم فتوحاتهم

### الكسوة والستائر
الكسوة والستائر على جدران الحجرة النبوية من الداخل:
- صورة نادرة وجميلة لجزء من كسوة الحجرة النبوية الشريفة
- جزء من كسوة الحجرة النبوية الشريفة تظهر دقة وجمال النسخ والتطريز
- ستارة الجزء العلوي من الكسوة حول الحجرة النبوية وكذلك أبواب المقصورة (الحجرات)
- الستارة الأمامية والخلفية للمنبر النبوي الشريف
- علامة مقابل القبر الشريف بها الصلاة على الرسول مطرزة بالذهب والفضة
- علامة مقابل القبر الشريف آيات قرآنية مطرزة بالقصب والفضة
- علامات مقابل القبور الشريفة لسيدنا أبي بكر الصديق وسيدنا عمر الفاروق مطرزة بالقصب والفضة
- تعاليق نحاسية محلاة بالفضة والذهب وعشرات الأحجار الكريمة كانت حول الحجرة النبوية الشريفة داخل المقصورة
- تعليقه من التحف الفنية النادرة من الذهب ومئات الالماسات والحجارة الكريمة وحبال اللؤلؤ النادرة في ألوانها وأحجامها هذه التحفة من اهداءات السلطان مصطفى السادس للمسجد النبوي الشريف وهي من المنقولات لتركيا.
- قطعة حديثة بالخط العربي الجميل (يارحمن يا رحيم)
- جزء من البطانة الداخلية لكسوة الحجرة النبوية الشريفة والتي أهداها السلطان احمد الأول وهي الآن من موجودات متحف قصر توب كابي بتركيا

### اولاً: قدح سهل بن سعد
- الذي قدم فيه الماء لسيدنا رسول الله عند هجرته للمدينة. تم تغليف القدح بالفضة في القرن السادس عشر الميلاديوهو من ذخائر متحف قصر توب كابي بتركيا

### ثانياً: مكحلة الرسول
ضمن مجموعة الذخائر النبوية الشريفة الموجودة في مسجد سيدنا الحسين في القاهرة تم الاحتفاظ بمكحلة الرسول في صندوق خاص محلى بالزخارف الإسلامية القديمة.
- عن عبد الله بن عباس رضي الله عنهما (أن النبي كانت له مكحلة يكتحل منها عندالنوم ثلاثاً في كل عين) ويروي الطبراني عن السيدة عائشة رضي الله عنها قالت

(خمس لم يكن رسول الله يدعهن في سفر ولا حضر المرآة والمكحلة والمشط
والمدرا والسواك) بعد تحليل المكحلة تبين إن الجزء المقعر منها والذي يشبه
الملعقة مصنوع من النحاس الأصفر أما باقي اليد فمكسوة بالفضة ومن المرجح
أن يكون غلاف الفضة أضيف فيما بعد أما المرود أو الميل فمصنوع من الحديد
وقد غلف جزء من نهايته بغلاف من الفضة كذلك وترجح الدكتورة سعاد ماهر
أن المكحلة والمرود صنعا من مادة الحديد أو النحاس الأحمر
وان نسبتهما إلى رسول الله صحيحة

### ثالثاً: خاتم رسول الله
في علبة من الذهب مبطنة بالمخمل محفوظ بعناية فائقة في المتحف الإسلامي باسطنبول تم حفظ فص خاتم النبي الذي كان يستخدم لختم رسائله  بعد قفلها وهذا خلافاً لخاتم النبي الذي كان يختتم ويختم به رسائله وشاهدناه في الرسائل النبوية الشريفة فهو الذي سقط من يد سيدنا عثمان بن عفان في البئر ولم يتمكنوا من العثور عليه أبدا.

### رابعاً: نعل الرسول
لبس النبي النعل الذي يسمونه التاسومة وهو نعل له سيور بين الأصابع
- وعن عبيدة بن جريح انه قال لابن عمر رضي الله عنهما (رايتك تلبس النعال السبتية قال: إني رأيت رسول الله يلبس النعال التي ليس فيها شعر ويتوضأ فيها فانا أحب أن البسها)
- وعن سيدنا انس قال (أن نعل النبي كان لها قبالان والقبال هو السير الذي يكون بين الاصبعين وكان يتشرف بحمل نعل رسول الله سيدنا عبد الله بن مسعود ولذلك عرف بصاحب النعلين فكان يلج على رسول الله ويلبسه نعليه وإذا جلس النبي جعلها في ذراعيه حتى يقوم ويمشي أمامه ومعه ويستره إذا اغتسل.
- نعل الرسول السبتية محفوظة في متحف قصر توب كابي في الأعلى
- وفي أسفل الصورة حذاء الرسول يمنية الطابع ذات مقدمة مدببة من الجلد الأسود
- نعل الرسول المحفوظ في قصر توب كابي في تركيا التي لها سيور (التاسومة)
- أسفل نعل رسول الله

### خامساً: رباعية رسول الله
في جناح الأمانات المقدسة في المتحف الإسلامي في إسطنبول صندوق من ذهب محلى بأنفس الجواهر والأحجار الكريمة يحتوي حافظة داخلية من الذهب محلاة بالفضة تضم جزء من رباعية الرسول والتي كسرت فداه أبي وأمي يوم معركة أحد حيث سقط النبي في حفرة من الحفر التي حفرها الكفار للمسلمين فخدشت ركبتاه الشريفتان وان عدو الله عتبة بن أبي وقاص رمى رسول الله بحجر فكسر رباعيته اليمنى السفلى وشق شفته السفلى فدعا عليه النبي (اللهم لا يحول عليه الحول حتى يموت كافراً) واستجاب الله لدعاء حبيبه
- الحافظة الذهب الداخلية لجزء رباعية الحبيب، ويمكن مشاهدة الحافظة من خلال زجاج مثبت بمقدمة الصندوق الخارجي.

### سادساً: المقصورة النحاسية
- في الأعلى المقصورة النحاسية التي تحيط بالحجرات الشريفة وفي الأسفل باتجاه
- اليسار باب السيدة فاطمة وهو باب الحجرات المستخدم حالياً.
- وفي الأسفل وباتجاه اليمين قفل باب الحجرات (باب السيدة فاطمة)
- الضبة والمفتاح (قفل) باب السيدة فاطمة الزهراء (الباب الشرقي للحجر النبوية الشريفة) صنع في عهد السلطان عبد العزيز وقد حفرت عليه أبيات من الشعر منسوبة للسلطان نفسه وهذا قفل محفوظ الآن بمتحف قصر توب كابي بتركيا.

## مقتنيات الحجرة النبوية الشريفة
تم حصر مقتنيات الحجرة النبوية الشريفة وذلك بموجب تقرير عثماني في عام 1326هـ

### نص التقرير
المقدمة 
الحمد لله، والصلاة والسلام على سيدنا محمد رسول الله، وعلى آله وصحبه ومن والاه، ومن سار على نهجه واتبع هداه. أما بعد؛
فإن دراسة تاريخ المدينة المنورة، والحرم النبوي الشريف، وآثارهما العمرانية والثقافية، تعيد الذاكرة إلى عصر الإسلام الأول، عندما كانت الوفود تتقاطر إلى يثرب، للتشرف بالسلام على النبي ـ ﷺ ـ، والدخول في هذا الدين، الذي أخرج العباد من عبادة العباد إلى عبادة رب العباد، ومن جور الدنيا إلى سعة الدنيا والآخرة..
ويجد الباحث متعة روحية في قراءة كل ما يمت إلى طيبة الطيبة، سواء من آثارها التاريخية، أو فضائلها التي ورّثت القاطنين فيها دماثة خلق، وحسن عشرة. كما شهد الباحث نفسه، لا في زياراته إليها والتقائه بأهلها فحسب؛ بل بشهادة زائريها الذين التقاهم الباحث أيضاً، أو قرأ عن رحلاتهم إلى المدينة المنورة.
وبناءً على تلك الصفات التي تمتاز بها المدينة المنورة على غيرها من الحواضر الإسلامية، فقد اختار أعداد من المسلمين من أقطار العالم الإسلامي الإقامة بجانب الحبيب المصطفى والرسول المجتبى أولاً، ثم الاستفادة من المزايا المعنوية والمادية التي كانت خاصة بأهالي الحرمين الشريفين ثانياً. ولا سيما في عهد الدولة العثمانية. حيث أعفت الدولة المقيمين فيها من الضرائب المفروضة على غيرها من الولايات العثمانية، كما أعفت الشباب المقيمين فيها من الخدمة العسكرية الإلزامية.
ولقد ظهر ذلك الاهتمام بالمدينة المنورة في العهد العثماني بإنشاء العديد من الأوقاف التي شملت المدارس والمكتبات، التي احتوت على نفائس المخطوطات، وعلى رأسها مصحف سيدنا عثمان  ـ  ـ، بالإضافة إلى الكثير من الأوقاف التي خصص ريعها للحرمين الشريفين، لا في البلاد العربية فحسب؛ بل حتى في الأناضول والبلقان. 
وما زال هذا الاهتمام بالحرمين الشريفين قائماً حتى يومنا هــذا، ولا سيما في التوسعة التي شهدها الحرمان الشريفان في عهد خادم الحرمين الشريفين الملك فهد بن عبد العزيز، الذي أنشأ أيضاً أكبر صرح علمي لخدمة كتاب الله العزيز، القرآن الكريم، وهو مجمع الملك فهد لطباعة المصحف الشريف بالمدينة المنورة.
وهذا البحث الذي نقدمه للمهتمين بتاريخ المدينة المنورة والحرم النبوي الشريف، يعد إسهاماً بسيطاً في الحديث عن آثار المدينة المنورة ومقتنيات الروضة المطهرة. وهو تقرير من مشيخة الحرم النبوي إلى نظارة الأوقاف العثمانية، التي رفعته بدورها إلى الصدر الأعظم لإطلاع السلطان على مضمونه. ويحوي المقتنيات التي أهداها المسلمون إلى الحرم النبوي الشريف بشكل عام والحجرة النبوية الشريفة على وجه الخصوص، في مختلف العهود. وكانت تلك المقتنيات موجودة في حين إعداد التقرير وهو العاشر من شهر رمضان المبارك عام 1326هـ. وقد ورد أسماء كافة المسؤولين عن الحرم النبوي الشريف ومناصبهم في ديباجة التقرير، بما فيهم محافظ المدينة المنورة، وذكر أنهم حضروا عملية الإحصاء. ويبدو أن الختم الأكبر، من الختمين الصغيرين الموجودين في نهاية التقرير، كان ختم نظارة الأوقاف، التي صادقت على التقرير بتاريخ 27 ذي الحجة 1326هـ.
والتقرير موجود في الأرشيف العثماني المعروف بأرشيف رئاسة الوزراء في إستانبول، تحت تصنيف يلدزMTV.526/73. 
بعض الملحوظات المنهجية على التقرير
هذا التقرير أحد التقارير المهمة؛ لا من حيث احتواؤه على المقتنيات الموجودة بالحجرة النبيوية الشريفة، فهذا أمر مفروغ منه. وإنما لكونه قد اشتمل أيضاً على العديد من النقاط التي يجدر ذكرها، ولا سيما للمتخصصين في الضبط والتحليل من أساتذة علم المكتبات والآثار والتاريخ بشكل عام. منها: 
1. الدقة في ضبط المقتنيات وبيان أوصافها، وتحديد الخصائص التي تميز بها كل غرض من الأغراض عن غيرها.
2. بيان أسماء المُهدين لتلك الأغراض، مع ذكر تاريخ الإهداء في قليل من الأحيان، والإشارة إلى النقص إن كان فيها نقص أو أنها بحاجة إلى الترميم، أثناء إجراء الكشف على المقتنيات.
3. ذكر بعض العبارات العربية الواردة على المقتنيات. ويمكن إجراء دراسة عليها.
4. التعهد الذي أُخذ على بوابي الحجرة النبوية الشريفة من الأغوات، وبيان مسؤوليتهم عنها، والحرص الشديد على المحافظة عليها.
5. كثرة عدد العلاَّقات والقناديل المهداة إلى الحجرة النبوية الشريفة والروضة المطهرة، مع غلاء أسعارها، مما يدل على تعلق المسلمين بالحرم النبوي الشريف، وتقديم الأغراض الثمينة له.

### محتوى التقرير
يتكون التقرير من 29صفحة من القطع الكبير، تتضمن المقتنيات الموجودة في الحجرة النبوية الشريفة والحرم النبوي الشريف، وعددها 391 قطعة، شملت الأحجار الكريمة من الألماس والزمرد والياقوت..الخ، والأدوات الذهبية والفضية، والشمعدانات والقناديل والمزهريات، وغيرها من المقتنيات التي استفيد من معظمها في إنارة الحجرة النبوية الشريفة والروضة المطهرة.
وكانت تلك المقتنيات من إهداء المسلمين من مختلف البلاد الإسلامية إلى الروضة النبوية الشريفة والحرم النبوي الشريف. وكان نصيب الحكام، وخاصة السلاطين العثمانيون وحكام مصر والهند من المسلمين، كبيراً. ولا سيما تلك الأمانات باهظة الثمن، من أحجار الألماس والذهبيات.

### أكثر المهدين
أكثر المهدين كان السلطان محمود الثاني (1199/1255هـ). يليه ابنه السلطان عبد المجيد الأول (1237/1277هـ).

### أغلى الإهداءات
أغلى الإهداءات فكان من السلطان مصطفى خان بن أحمد الثالث (1129/1187هـ)، وتمثلت هديته في علاقة من الزمرد الكبير سداسية الشكل، مزينة بطرفيها بالألماس والعقد الذهبية، وفي وسطها قبة مزينة بالألماس، أما العلاّقة الموجودة بالأسفل فهي أيضاً مرصعة باللؤلؤ، وقدرت قيمتها بخمسة ملايين ليرة عثمانية، بعملة ذلك العهد. تليها في القيمة علاقة ذهبية مرصعة بست قطع من الزمرد سداسي الشكل، إحداها عادية، واثنتان منها مثلثة، وثلاث منها مغطاة بالزمرد المصبوب المرصّع، محاطة بسلسلة من اللؤلؤ، وفي الأسفل سلسلة من الألماس. وقدرت قيمتها بمليون وثلاثمائة ألف ليرة عثمانية. وكان اسم الواقف غير معلوم. والجدير بالذكر أن الليرة العثمانية في ذلك العهد كانت مرتفعة القيمة. ويكفي أن نعلم أن راتب العامل الذي كان يشتغل في تلك الفترة بأعمال تمديد خط حديد الحجاز كان مائة قرش شهرياً.
وفيما يلي أسماء أصحاب الإهداءات الأكثر: 
1. السلطان محمود الثاني. (11 قطعة،)
2. السلطان عبد المجيد خان الأول. (11 قطعة).
3. السيدة برتونيال، زوجة السلطان محمود الثاني ووالدة السلطان عبد العزيز. (10 قطع)
4. عباس باشا، والي مصر. (10 قطع)
5. عادلة سلطان [7]، ابنة السلطان محمود الثاني. (9 قطع)
6. الحاج علي باشا، من أخوياء أحد السلاطين العثمانيين. [7 قطع]
7. خوشيار قادين [8]، زوجة السلطان محمود الثاني. (7 قطع)
8. نوفدان قادين [9]، زوجة السلطان محمود الثاني. [6 قطع)
9. الحاكم الهندي بيغم. [6 قطع].

وقد تبين من القائمة السابقة أن أسرة السلطان محمود الثاني، بما فيها السلطان نفسه، كانوا أكثر المهدين للروضة النبوية الشريفة والحرم النبوي الشريف. على الرغم مما يعرف عن هذا السلطان أنه كان من أوائل من نفذ برنامج التغريب في الدولة العثمانية ومؤسساتها الثقافية والاجتماعية، وأنظمتها الإدارية والسياسية. وفيما يلي أسماء أفراد أسرة السلطان محمود الثاني الذين قدموا الأشياء الثمينة للروضة النبوية الشريفة:
1. السلطان محمود الثاني. (11 قطعة)
2. السلطان عبد المجيد خان الأول، ابن السلطان محمود الثاني. (11 قطعة)
3. السيدة برتونيال، زوجة السلطان محمود الثاني ووالدة السلطان عبد العزيز. (10 قطع)
4. عادلة سلطان، ابنة السلطان محمود الثاني. (9 قطع)
5. خوشيار قادين، زوجة السلطان محمود الثاني. (7 قطع)
6. نوفدان قادين، زوجة السلطان محمود الثاني. (6 قطع).
7. حسن ملك، زوجة السلطان محمود الثاني. (قطعتان).
8. أسماء سلطان، ابنة السلطان محمود الثاني. (قطعتان)
9. أبرز فتان [أبري رفتار] زوجة السلطان محمود الثاني. (قطعة واحدة)
10. فاطمة قادين، زوجة السلطان محمود الثاني. (قطعة واحدة)
11. قمر قادينن زوجة السلطان محمود الثاني. (1 قطعة)
12. نورتاب قادين، الزوجة الرابعة للسلطان محمود الثاني. (قطعة واحدة).
13. صالحة سلطان، ابنة السلطان محمود الثاني. (قطعة واحدة).

ويتبين من القائمة السابقة أن مجموع القطع التي أهديت للروضة النبوية الشريفة والحرم النبوي الشريف من لدن أسرة السلطان محمود الثاني وحدها كانت ثلاثاً وستين قطعة. مما يدل على تعلق هذه الأسرة بالحرم النبوي الشريف، ورغبتها الشديدة في وقف الأشياء الثمينة له. وهو مثال بسيط من أوقافها إلى الحرم النبوي الشريف. أما غيرها من الأوقاف العينية غير المنقولة والنقدية التي كانت ترسل مع الصرة الهمايونية إلى الحجاز فهي كثيرة، يزخر بها الأرشيف العثماني.
ويلاحظ في هذا الجدول أن النساء من أسرة السلطان محمود الثاني، كان نصيبهن أكثر في الإهداء من الرجال.

## ترجمة الوثيقة
وفيما يلي ترجمة لمضمون الوثيقة، : علماً أن ما وضع بين المعقوفتين [ ] للبيان والتوضيح من وضع الباحث.
نظارة الأوقاف الهمايوني. 
مكتب التحرير [الرقم] 738 
إلى مقام الصدارة العظمى
سيدي صاحب الدولة؛
بناءً على الأمر السلطاني القاضي بتقديم قائمة بمحتوى الأغراض الموجودة بالروضة النبوية المطهرة من لدن خزينة الأوقاف، وبموجب المذكرة الصادرة من صدارتكم في 9 كانون الأول 324[28/11/1326هـ]؛ تجدون بطيه صورة مصدقة من إدارة المصروفات من تلك القائمة. والأمر والفرمان لحضرة من له اللطف والإحسان..
11محرم 1327هـ..21 كانون الثاني 1324
ناظر الأوقاف الهمايوني 
(التوقيع)
الباب العالي - دائرة الصدارة
ديوان آمدي الهمايوني [الرقم] 21
لقد تم بطيِّ مذكرةِ نظارة الأوقاف الهمايوني تقديمُ القائمة الخاصة بالروضة النبوية المطهرة إلى مقام جناب السلطان، والتي تم إعدادها بموجب الأوامر الصادرة من جنابه..
14محرم 327 [1هـ] 2400 كانون الثاني 1324
الصدر الأعظم
كامل

## محتويات خزانة المصاحف الشريفة
بسم الله الرحمن الرحيم، 
قائمة بمحتويات خزانة المصاحف الشريفة وأجزائها والأمانات المقدسة المباركة المحفوظة في الروضة النبوية المطهرة، أدام الله عزها إلى يوم القيامة. وهي من إعداد المميز الأول في إدارة المصروفات بخزينة الأوقاف الهمايوني، محمد حلمي ـ الذي توجه إلى المدينة المنورة بأمر سلطاني ـ، وكاتب [ولاية] الحجاز بالإدارة المذكورة السيد معمر، وموظف الخزينة الجليلة بـ [نظارة] المالية السيد محمد علي بك، وذلك بدلالة مدير الحرم الشريف الحافظ نظام الدين بك، ويحضور من يلزم حضورهم [من المسؤولين]، بعد الكشف على تلك الأمانات وتحديد قيمتها على سبيل التقدير:
1. مصحف شريف: من القطع الكبير بالخط الكوفي، دوّنه شخصياً على جلد الغزال سيدنا عثمان بن عفان رضي الله تعالى عنه، وكان يقرأ في حياته كلها منه. عدد المجلدات (1). كان موضوعاً على الرَّحلة المخصوصة في الروضة النبوية المطهرة.
2. مصحف شريف: من القطع الكبير بالخط الكوفي، والصفحة الأولى والثانية المتضمنتين لسورتي الفاتحة والبقرة بخط الثلث، مجهول الكاتب. عدد المجلدات (1). اسم الواقف غير معلوم.
3. مصحف شريف: من القطع المتوسط بالخط الكوفي، محفوظ في كيس مخملي أخضر، عدد المجلدات (1).وهذا أيضاً اسم الواقف غير معلوم.
4. مصحف شريف مذهّب: ومجلد ومحفوظ في محفظة فضية مع سلسـلة من قطع [مصاحف] الأوقاف، بخط محمد أمين وهبي عام 1266هـ. عدد المجلدات (1). من وقف المترجم الأسبق في الديوان الهمايوني السيد تجلي أفندي.
5. مصحف شريف: محفوظ في محفظة، من خط شعبان بن محمد في عام 1044هـ. عدد المجلدات (1) من وقف مدير الترميمات الأسبق بالمدينة المنورة خورشيد أفندي.

47([9])أجزاء المصحف الشريف بخط النسخ الراقي، كتبها علي البغدادي، مزركشة ومذهبة، وفيها الجداول والوقفات وفواصل بدايات السور، وبحاشية أطرافها تفسير القاضي البيضاوي، وفيها إشارات بالقراءات السبعة. (30جزءاً، 7أسطر). وهي من وقف أمير الحج الكتخذا عبد الرحمن قارغلي.
48 أجزاء المصحف الشريف، بخط النسخ كتبها علي رختوان، وهي مزوقة ومذهبة بطراز نفيس، وفيها فواصل أوائل السور، وأماكن الوقف، وبحاشية أطرافها القراءات السبعة. (30 جزء 9 أسطر) وهذه الأجزاء أيضاً من وقف الكتخذا عبد الرحمن.
51 أجزاء المصحف الشريف بخط النسخ الراقي، كتبها علي رختوان، مزركشة ومذهبة بطراز نفيس، وفيها جداول وفواصل السور وأماكن الوقوف. (30 جزءاً 9 أسطر) من وقف الأمير آلاي كتخذا [هكذا].
122 أجزاء المصحف الشريف، مكتوب على غلافها سورة الأحقاف، كتبها مصطفى خواجه، وهي مزوقة ومذهبة وبها جداول. (10أجزاء 11 سطر) من وقف الحاج عبد الله آغا.

## قائمة الأحجار الكريمة والمجوهرات
قائمة مبينة بأحجار الألماس الكبيرة المعروفة بالكوكب الدري، و (المجوهرات الأخرى) الموجودة في الحجرة المعطرة في جهة المواجهة الجليلة:
1. أربع قطع من الألماس: وصفها كما يلي: الأولى: قطعة ألماس كبيرة، على قاعدة ذهبية، تزن مائة قيراط تقريباً، وبأطرافها عشرة أعداد من ألماس بحجم البندق، ومزينة بأعداد أخرى من الألماس الصغير، وذلك كما اتضح من شكلها. الثانية: وهذه أيضاً كما اتضح من شكلها قطعة ألماس كبيرة، على قاعدة ذهبية، تزن ثمانين قيراطاً تقريباً، وهي مزينة من أطرافها بعشرة أعداد من الألماس الأصغر من الأولى.. الثالثة: وهذه أيضاً كما اتضح من شكلها قطعة ألماس، على قاعدة من الذهب الأبيض، تزن أربعين قيراطاً تقريباً، وهي مزينة من أطرافها بعشرة أعداد من الياقوت الأكبر من حبة الحمص، وهي مزينة بأطرافها أيضاً بالألماس. الرابعة: وهذه أيضاً كما اتضح من شكلها قطعة ألماس على قاعدة من الذهب، تزن عشرين قيراطاً تقريباً، وهي مزينة من أطرافها بأعداد من الياقوت الصغير المستقيم، وهي أيضاً مزينة بأحجار من الألماس الصغير. القيمة التقديرية لهذه الألماسات الأربعة مليون وثلاثمائة ألف ليرة عثمانية. أهداها السلطان أحمد خان الأول.
2. لوحة ذهبية شريفة: معلقة في المواجهة، وبداخلها كلمة التوحيد مرصعة بحجر برلانته، وبطرفيها رباط مرصع، وبداخله نقوش وردية مرصعة. العدد: 1. القيمة المقدرة سبعمائة [ ليرة عثمانية]. أهدتها عادلة سلطان، ابنة السلطان محمود خان وزوجة الصدر الأعظم محمد علي باشا.
3. علاقة ذهبية: على هيئة بيض النعام، على أرضية بنفسجية وبنية مزينة بالحجر الفلمنكي، ومرصعة بثلاث طغرات، بداخل إطار ذهبي، وتزن خمسة وأربعين [قيراطاً]. العدد: 1. القيمة المقدرة تسعمائة وخمسون [ ليرة عثمانية]. أهداها السلطان محمود الثاني ابن السلطان عبد الحميد خان الأول.
4. علاقة ذهبية: على هيئة بيض النعام، على أرضية بنفسجية وبنية مزينة بالحجر الفلمنكي، ومرصعة بثلاث طغرات، بداخل إطار ذهبي، وتزن ثلاثة وخمسين [قيراطاً]. العدد: 1. القيمة المقدرة سبعمائة وثمانون ليرة عثمانية. أهداها السلطان سليم خان الثالث ابن السلطان مصطفى خان الثاني.
5. علاقة من الزمرد: الكبير، سداسية الشكل، مزينة بطرفيها بالألماس والعقد الذهبية، وفي وسطها على هيئة قبة مزينة أيضاً بالألماس، أما العلاقة الموجودة بالأسفل فهي أيضاً مرصعة. باللؤلؤ. العدد: 1. القيمة المقدرة خمسة ملايين ليرة عثمانية [هكذا]. أهداها السلطان مصطفى خان ابن السلطان أحمد الثالث.
6. علاقة من الزمرد الكبير: سداسية الشكل، على هيئة قبة، مزينة من أطرافها بألماس وياقوت، وعلى رأس القبة حجر فلمنكي، في إطار من الذهب، مزينة بالأطراف بألماس ثنائي الصف، على ست قواعد من قطع من اللؤلؤ. العدد:1. القيمة المقدرة ستة آلاف ليرة عثمانية. أهداها السلطان أحمد خان الأول ابن السلطان محمد خان الثاني، كما هو مكتوب على العلاقة.ولم يظهر الحجر الفلمنكي رباعية الشكل على الغطاء.
7. علاقة مغلفة بالذهب: وعلى غلافها بيت [من الشعر] مزينة بالورود المرصعة، وعلى رأسها قطعة من الزمرد سداسي الشكل، تزن خمسة وعشرين قيراطاً، يليه زمرد كبير مرصع أيضاً، يتصل به زمرد من الحجم الأوسط مرصع، وعليه حجر فلمنكي على هيئة التاج القادري، وعليها أربع قطع من اللؤلؤ الكبير والأوسط، وفي أعلى العلاقة خمسة وأربعون قطعة من لؤلؤ المسابح المصفوفة في سلسلة، وبجانبها ثلاث وستون قطعة من اللؤلؤ الكبير المرصعة في سلسلة أخرى، وعلى رأس السلسلتين قطعة من الزمرد الكبير، وهي كلها محاطة بسلسلة من الذهب. العدد: 1. القيمة المقدرة ثلاثمائة ألف ليرة عثمانية. أهداها السلطان عبد المجيد خان الأول. تبين أن قطعة من الزمرد مكسورة، وقطعها موجودة.
8. علاقة ذهبية، مرصعة بست قطع من الزمرد سداسي الشكل، إحداها عادية، واثنتان منها مثلثة الشكل، وثلاث منها مغطاة بالزمرد المصبوب المرصع، محاطة بسلسلة من اللؤلؤ، وفي الأسفل سلسلة من الألماس. العدد: 1. القيمة المقدرة مليون وثلاثمائة ألف ليرة عثمانية اسم الواقف غير معلوم، وبناءً على شكلها وقيمتها المقدرة، فيبدو أنها أهديت من لدن أحد سلاطين الدولة العثمانية.
9. علاقة: أحد أطرافها من الذهب، والآخر مغطى بالفضة، مزينة بالياقوت والزمرد والفيروز واللؤلؤ، وفي وسطها خمسة من أحجار النجف الكبيرة، مرصعة بجوهر من الجواهر النفيسة، محاطة بسلسلة من الفضة. العدد: 1. القيمة المقدرة مائة وخمسون. اسم الواقف غير معلوم.
10. نوع من العلاقات على هيئة سمك: مغطى بالذهب، وفي وسطه جوهر هندي كبير من نوع بدخشان وجوهر آخر أصغر منه، وتحته جوهر آخر في حجم الخمس من الجوهر الكبير، والحجر الآخر [الثاني] محاط بحجرين من الحجر الذي يطلق عليه كبيري، وهو من جنس الياقوت، وحجرين كذلك من الزمرد فاتح اللون، وتحت الياقوت خمسة أعداد من الجواهر الشبيهة بأحجار الزبرجد والزمرد، وعدد واحد من الفيروز، محاط باثني عشر جوهراً من بدخشان، واثنين من الزمرد، ويحيط به حجر من الزبرجد واثنان من أحجار البرلانته. أما مؤخرة العلاقة فقطعته من الزمرد الصافي المصبوب، يقدر بخمسة قراريط، يحيط به ثلاثة ورود، وفي أعلاها تسعة قطع من الزبرجد المحاط بالفضة. [اسم الواقف]غير معلوم القيمة المقدرة ألف وخمسمائة.
11. لوحة صغيرة من النوع القديم: مغطاة بالذهب، العدد: 1. القيمة المقدرة أربعون ليرة عثمانية. هذه أيضاً [أي اسم الواقف غير معلوم]. وتبين نقص ياقوته صغيرة وثلاث لآلئ مفردة.
12. علاقة ذهبية من الطراز القديم، مزينة بأحجار اللؤلؤ والزمرد الصغيرة من الوسط والأطراف، على هيئة إبرة الساعة. العدد: 1.القيمة المقدرة ثلاثون ليرة عثمانية. هذه أيضاً [أي اسم الواقف غير معلوم]
13. علاقة قنديل: مرصعة بحجر فلمنكي على أرضية خضراء، ذات نجوم مشبكة على هيئة خاتم وردي، ذات سلسلة من الفضة. العدد: 1. القيمة المقدرة أربعمائة [ليرة عثمانية]. أهدتها السيدة فاطمة، ابنة نافذ باشا.
14. علاقة قنديل: مرصعة بحجر فلمنكي على أرضية خضراء، ذي نجوم مشبكة، على هيئة خاتم وردي، ذي سلسلة من الفضة. العدد 1. أهدتها السيدة نورية، زوجة الباشا المذكور [أي نافذ باشا].
15. علاقة قنديل: مرصعة بحجر فلمنكي، ومزينة بثمانية وثلاثين من الأحجار الكبيرة والصغيرة، وثلاثة أحجار من اللؤلؤ، ذات سلسلة من الفضة. العدد: 1. القيمة المقدرة ألف وأربعمائة وثلاثة عشر ليرة عثمانية. أهداها السلطان محمود خان الثاني.
16. علاقة قنديل ذهبية: على هيئة القناديل البلورية، مغطاة بستة فصوص من أحجار فلمنكية، مزينة بأحجار. العدد:1. القيمة المقدرة سبعمائة وخمسون. أهدتها السيدة مهر شاه سلطان، والدة السلطان سليم الثالث.
17. علاقة قنديل ذهبية: مشبكة ومرصعة بستة أحجار من الألماس والزمرد، ذات سلسلة من الذهب. العدد:1. القيمة المقدرة سبعمائة [ليرة عثمانية]. اسم الواقف غير معلوم.
18. علاقة قنديل ذهبية: مزينة بالألماس والياقوت، والغلاف أيضاً من الذهب، وأعلى الغلاف مرصع، والعلاقة محاطة بسلسلة من اللؤلؤ. العدد:1. القيمة المقدرة ثلاثمائة وخمسون. وهذه أيضاً [أي اسم الواقف غير معلوم]. وقد تبين نقص في اللؤلؤ.
19. علاقة قنديل ذهبية: في زاويتيها قطعتان من الزمرد الكبير، وفي وسطها ثلاث قطع من الزمرد الصغير، مع سلسلة ذهبية للتعليق. العدد: 1. القيمة المقدرة مليون ليرة عثمانية. على الرغم من عدم معرفة اسم الواقف؛ إلا أنه يبدو أنها من وقف أحد سلاطين الدولة العثمانية
20. علاقة فضية مشبكة: مزينة بصفين من حجر روزا، أحد الصفوف يتكون من ستة وثلاثين حجراً، والآخر من اثني عشر حجراً، مع سلسلة فضية للتعليق. العدد: 1. القيمة المقدرة ثلاثون ليرة عثمانية. اسم الواقف غير معلوم.
21. علاقة فضية مشبكة: مزينة بسلسلتين من أحجار الألماس في الوسط والأسفل، محاطة بأشكال قمرية، ومرصعة بأحجار الآجر. العدد:1. القيمة المقدرة سبعون ليرة عثمانية. وهذه أيضاً [أي اسم الواقف غير معلوم].
22. علاقة فضية مشبكة: على هيئة خاتم وردي، مرصعة بخمس عشرة قطعة من أحجار الروزا، ومزينة بنجوم ذهبية. العدد:1. القيمة المقدرة اثنان وعشرون [ ليرة عثمانية]. وهذه أيضاً [أي اسم الواقف غير معلوم].
23. علاقة نجف: على هيئة مشربية، مزينة ببعض أحجار الزمرد والياقوت، الفوهة من الفضة، والحيز الأوسط مزين بالذهب والياقوت والزمرد. العدد:1. القيمة ثلاثمائة ليرة عثمانية. أهداها السلطان أحمد الثالث.
24. علاقة نجف: على هيئة مراحي، وسطها مزينة بالياقوت، وفوهتها على هيئة الورق مزينة بالزمرد الصغير، والحيز الوسطاني من الذهب، والسلسلة من الفضة. العدد:1 القيمة المقدرة ثلاثون ليرة عثمانية. وهذه أيضاً [أي إهداء من السلطان أحمد الثالث]
25. علاقة نادرة الأمثال: مذهبة وملونة باللون البنفسجي والكحلي، والسلسلة من الذهب. العدد:1 القيمة المقدرة خمسمائة [ ليرة عثمانية]. أهدتها بيجان سلطان، في عام 1228هـ
26. علاقة قنديل: أسفلها مشبك، على هيئة دائرة نصف قمرية، معلقة بسلسلة ذهبية، زينت حلقاتها بالذهب المصبوب. العدد:1 القيمة المقدرة خمسمائة. اسم الواقف غير معلوم.
27. علاقة قنديل ذهبية: مشبكة بالبياض، ومزينة باللؤلؤ.العدد:1. القيمة المقدرة ثلاثمائة ليرة عثمانية. وهذه أيضاً [أي اسم الواقف غير معلوم]
28. علاقة قنديل صغيرة، سلسلتها ذهبية. العدد:1. القيمة المقدرة مائة. وهذه أيضاً [أي اسم الواقف غير معلوم]
29. علاقة قنديل فضية: من القطع المتوسط، مزينة بالنجوم الذهبية. العدد:1. القيمة المقدرة عشرة ليرات عثمانية. وهذه أيضاً [أي اسم الواقف غير معلوم]
30. علاقة فضية: موقع القنديل مشبك، سلسلتها فضية. العدد:1. القيمة المقدرة عشرة ليرات عثمانية. أهدتها السيدة نوفدان قادين [زوجة السلطان محمود الثاني]
31. علاقة قنديل فضية: من القطع المتوسط، مزينة بالنجوم الذهبية ومشبكة، على هيئة زهرة سداسية. العدد:1. القيمة المقدرة خمس وعشرون [ ليرة عثمانية]. أهدتها السيدة أسماء سلطان، ابنة السلطان عبد الحميد خان الأول وزوجة وزير البحرية كوجوك حسن باشا
32. علاقة قنديل مشبكة: فوهتها على هيئة نصف شمس، والماسورة والسلسلة من الفضة. العدد:1. القيمة المقدرة مائة [ ليرة عثمانية]. أهدتها السيدة نوفدان قادين زوجة السلطان محمود خان الثاني.
33. ([10]) علاقة قنديل كبيرة مشبكة فضية، سلسلتها على هيئة الورق. العدد: 1. القيمة المقدرة مائة وخمسون[ ليرة عثمانية]. أهدتها السيدة أسماء سلطان [ابنة السلطان محمود الثاني]
34. علاقة قنديل كبيرة: مشبكة فضية، سلسلتها على هيئة الورق. العدد:1. القيمة المقدرة مائة وخمسون [ ليرة عثمانية]. أهدتها السيدة أهدتها السيدة أسماء سلطان [ابنة السلطان محمود الثاني.
35. علاقة قنديل مشبكة فضية: على هيئة السطل. القيمة المقدرة خمس عشرة ليرة عثمانية. أهدتها السيدة قمر قادين، الزوجة الثانية من زوجات السلطان محمود خان الثاني.
36. علاقة قنديل مشبكة فضية: على هيئة السطل. العدد: 1. القيمة المقدرة ثماني ليرات عثمانية. أهدتها السيدة صالحة سلطان، ابنة السلطان محمود الثاني، وزوجة قائد الجيش العثماني رفعت باشا.
37. علاقة مشبكة فضية من الصناعات الهندية، بغطاء. العدد: اثنان. وسطى وصغيرة. القيمة المقدرة أربع عشرة [ليرة عثمانية]. اسم الواقف غير معلوم. العلاقة الصغيرة غير ملائمة للاستعمال.
38. علاقة على هيئة مزهرية: ذات ثلاث وصلات، وسلسلتها بغطاء. العدد: 1. القيمة المقدرة اثنتا عشرة ليرة عثمانية. أهداها إبراهيم آغا، محافظ ينبع الحر [هكذا ويبدو أنها ينبغ البحر]، ومن بوابي القصر السلطاني.
39. علاقة فضية: بثلاثة قناديل، وسلسلة ونجوم، إحداهما معلقة باتجاه رأس سيدتنا فاطمة الزهراء ـ رضي الله تعالى عنها ـ، والأخرى باتجاه أقدامها. العدد: 2. القيمة المقدرة مائتا ليرة عثمانية. أهدتها والدة السلطان عبد الحميد خان الأول.
40. قنديل مشبك قديم، بحجمين: وسط وصغير. العدد: 6. القيمة المقدرة أربعون ليرة عثمانية. أهدتها السيدة فاطمة سلطان، والسيدة زينب الصغيرة، والسيدة خوشيار قادين، وباش قادين، والسيدة نسرا، والمعلمة [بالقصر] نادرة، والعاملة تغافل.
41. علاقة فضية: بست مواسير وغطاء علوي مع سلسلة. العدد:1. القيمة المقدرة مائة وخمسون [ ليرة عثمانية]. أهداها مصطفى بك، من عمال محصل قبرص الحاج محمد آغازاده الشامي.
42. قنديل فضي: على هيئة القناديل البلورية مع سلسلة. العدد: 1. القيمة المقدرة عشرة ليرات عثمانية. اسم الواقف غير معلوم.
43. قناديل فضية: بعضها مشبكة وبعضها الآخر على هيئة أقلام، وهي قديمة، وحجمها صغير ووسط. العدد:22 القيمة المقدرة خمس وأربعون [ليرة عثمانية]. اسم الواقف غير معلوم.
44. علاقة قنديل فضية: على هيئة كمثرى وأقلام، وهي قديمة وبحجم وسط مع سلسلة. العدد:3. القيمة المقدرة خمس ليرات عثمانية. اسم الواقف غير معلوم.
45. فانوس بلوري: محاط بالفضة. العدد:1. القيمة المقدرة ثمان ليرات عثمانية. أهداه الحاج علي يدكجي زاده.
46. فانوس علاقي، على هيئة كرة، أحدهما من النحاس العادي، والآخر من النحاس أيضاً مزين بمائة وأربعة من الأحجار. العدد:2. القيمة المقدرة عشرون ليرة [ عثمانية ]. اسم الواقف غير معلوم
47. علاقة فضية: قديمة، من الصناعات الهندية. العدد:1. القيمة المقدرة أربع ليرات عثمانية. أهداها حيدر زاده غلام عباس أمين، من أهالي الهند.
48. علاقة قنديل فضية كبيرة، بثلاث شمعات، ونجوم ذهبية. العدد:1. القيمة المقدرة مئة ليرة عثمانية. أهداها خسرو باشا
49. علاقة بخور، على هيئة طبق القهوة. العدد:2. القيمة المقدرة عشرة ليرات عثمانية. أهداها محمد طيفور آغا.
50. [علاقة] فضية، موضوعة على زوايا صندوق سيدتنا فاطمة الزهراء ـ [رضي الله تعالى عنها]ـ، مرصعة بالألماس، على هيئة نصف القمر. العدد: 4. القيمة المقدرة ستون ليرة عثمانية. أهدتها السيدة بَرْتَوِنْيال [زوجة السلطان محمود الثاني].
51. فضية على هيئة [لم يتضح المعنىِ] [العدد]: 190. القيمة المقدرة 3ليرات عثمانية. أهداها الحاكم الهندي بيغم.
52. سلاسل فضية قدمت من بعض الشخصيات، لإيقاد القناديل عليها داخل الحرم النبوي الشريف.العدد: 333 المعلقة داخل الحرم الشريف. والعدد: 434 المحفوظة في الصناديق في الحجرة النبوية. القيمة المقدرة ألف وخمسمائة وأربع وثلاثون [ ليرة عثمانية]. أهداها كل من السلطان محمود خان الثاني، والسلطان مصطفى خان، وابنته خديجة سلطان، وشيخ الحرم الأسبق الحافظ عيسى، وعنبر آغا، ووكيل الخزنة علي الجوهر، ومصطفى ابن رجب.
53. علم فضي على هيئة اليد. العدد: 1. القيمة المقدرة خمس ليرات عثمانية. أهداها الحاكم الهندي بيغم.
54. خاتم وردي، مرصع بخمس قطع صغيرة من الألماس، ووسطه بألماس على خمسة قراريط. العدد:1. القيمة المقدرة ثمانون ليرة عثمانية. اسم الواقف غير معلوم
55. القيمة المقدرة خمسة آلاف وستمائة وخمس وعشرون [ ليرة عثمانية ] السلاسل الذهبية، المعلقة في داخل الحجرة النبوية الشريفة، للقناديل المعلقة. العدد: 75. أهداها السلطان محمود خان.
56. جوهرة وردية، مرصعة بعشرين قيراطاً من ألماس تقريباً، وبها ثلاثة أنواع من الألماس. القيمة المقدرة ثلاثمائة وستون ليرة عثمانية. أهدتها زوجة [الاسم هنا غير واضح] والي مصر محمد علي باشا. وهي محفوظة في الصندوق البلوري الموجود في جهة قدم سيدتنا فاطمة الزهراء ـ رضي الله تعالى عنها ـ
57. وردة كبيرة مرصعة بأحجار الألماس على أربعة أنواع، وعليها حجر بقيراطين ونصف. العدد:1. القيمة المقدرة مائة وخمس وسبعون [ ليرة عثمانية]. أهدتها السيدة خوشيار قادين، زوجة السلطان محمود الثاني. وهي أيضاً محفوظة في الصندوق المذكور.
58. وردة على هيئة النجم، مرصعة بحجر الروزا على قيراطين ونصف. العدد1. القيمة المقدرة مائة وخمسون [ ليرة عثمانية]. أهدتها السيدة فاطمة، زوجة عبد العزيز بك، الضابط في دار الهندسة. وهي أيضاً محفوظة في الصندوق المذكور.
59. وردة دائرية، على تسعة أغصان فضية، تزن ـ تقريباً ـ تسعة قراريط. العدد: 1. القيمة المقدرة خمسون [ ليرة عثمانية]. أهدتها السيدة نورس قادين، زوجة نافذ باشا. وهي أيضاً محفوظة في الصندوق المذكور.
60. وردة مرصعة بالألماس على قاعدة فضية. العدد: 1. القيمة المذكورة. أهدتها والدة عباس باشا. وهي أيضاً محفوظة في الصندوق المذكور.
61. وردة مرصعة بالألماس الهندي، مزينة بصفوف من اللؤلؤ، تتخلل تلك اللآلئ أحجار الزمرد. العدد:1. القيمة المقدرة أربعمائة [ ليرة عثمانية]. أهداها الحاكم الهندي بيغم.
62. [علاقة] مرصعة بأحجار الزمرد الكبير، لتعليقها على صندوق سيدتنا فاطمة الزهراء ـ رضي الله تعالى عنها ـ وهي محاطة بأربعة أوراق، ومقبضها من الذهب، وعليه ماس لندني على خمسة وعشرين قيراطاً. وأحجارها مكتملة. العدد:1. القيمة المقدرة مائة وعشرون [ ليرة عثمانية]. أهدتها السيدة شمس، أمينة خزنة الحرم الهمايوني [بالقصر السلطاني في إستانبول].
63. وردة ماسية، تزن قيراطين ونصف تقريباً، محاطة بستين قطعة من حجر الروزا، محفوظة في صندوق سيدتنا فاطمة الزهراء، رضي الله تعالى عنها. العدد: 1. القيمة المقدرة خمس عشرة ليرة عثمانية. أهدتها زوجة سركار فؤاد [؟] من رعايا دولة إيران. وهي محفوظة في صندوق سيدتنا فاطمة الزهراء، رضي الله تعالى عنها.
64. لوحة تحمل لفظ الجلالة بأحجار النجف، وهو محاط باثني عشر ياقوتة حمراء، في إطار من أحجار الألماس، يليه لفظ «محمد» ثم لفظ «علي»، معلقة بسلسلة فضية، مرصعة بأحجار الألماس. العدد: 1. القيمة المقدرة خمسمائة ليرة [ عثمانية]. أهدتها السيدة عادلة سلطان. وهي مكررة بموجب الشرح الوارد في 271.
65. علاقة على هيئة وردة ذهبية، علقت على صندوق السيدة فاطمة الزهراء، رضي الله تعالى عنها. العدد: 1. القيمة المقدرة عشرون. أهداها مراد ميرزا.
66. حلية شريفة، كتب عليها اسم النبي ﷺ، مزينة بالألماس اللندني، مطرزة باللؤلؤ والنجوم على أرضية خضراء من المخمل، وعلى الوجه الثاني حياكة بالفضة للشمس في إطار من الفضة أيضاً. العدد: 1. أهدتها السيدة خواجة نوفدان قادين، زوجة السلطان محمود الثاني.
67. مسبحة من المرجان، كبيرة، ورأسها (أي الإمامة) من الذهب. العدد: 1 خمسمائة [حبة]. معلقة على جهة الرأس من سيدتنا فاطمة الزهراء، رضي الله تعالى عنها.
68. مسبحة من المرجان، خالية من الرأس، كبيرة. العدد: 1 ثلاثمائة وخمسة وتسعون [حبة]. القيمة المقدرة مائتان وأربعون [ليرة عثمانية]. اسم الواقف غير معلوم، محفوظة في صندوق سيدتنا فاطمة الزهراء، رضي الله تعالى عنها.
69. مسبحة من القطع المتوسط، خالية الرأس. العدد:1 ثلاث وتسعون حبة. القيمة المقدرة عشرون [ ليرة عثمانية]. اسم الواقف غير معلوم، وهي أيضاً محفوظة في المحل المذكور [أي في الصندوق]
70. مسبحة من اللؤلؤ، من القطع المتوسط، فيها حبات من الزمرد، برأس [أي إمامة] وعلامات. العدد: 1 مائة حبة. القيمة المقدرة مائة وخمسون [ ليرة عثمانية]. اسم الواقف غير معلوم.
71. مسبحة كبيرة، برأس وعلامات، مخلوطة بالفضة. العدد: 1 مائة حبة. القيمة المقدرة مائة وخمسون [ ليرة عثمانية]. أهداها أحد التجار الهنود.
72. باب [لوحة] مغطى بالذهب، مرصع بالفيروز والياقوت، يحمل آيات قرآنية. العدد: 1. القيمة المقدرة خمسمائة [ ليرة عثمانية]. اسم الواقف غير معلوم.
73. باب [لوحة] مغطى بالذهب، مرصع بالفيروز والياقوت والزمرد، يحمل آيات قرآنية. العدد: 1. القيمة المقدرة ثلاثمائة ليرة عثمانية. اسم الواقف غير معلوم. وهو ضمن الأغراض التي أهداها صادق باشا.
74. باب صغير [لوحة] مغطى بالذهب، مرصع بالفيروز والياقوت والزمرد، يحمل آيات قرآنية. العدد: 1. القيمة المقدرة مائتا ليرة عثمانية. اسم الواقف غير معلوم.
75. باب [لوحة] مغطى بالذهب، مرصع بالفيروز والياقوت، يحمل آيات قرآنية. العدد: 1. القيمة المقدرة خمسمائة. وهذا أيضاً أي اسم الواقف غير معلوم].
76. رَحْلَة مغطاة بقطعة واحدة من الفضة، عليها نجوم. في داخل محفظة. العدد: 1. القيمة المقدرة عشرون [ ليرة عثمانية]. أهداها عمر آغا، رئيس الجوقدار [أي المسؤول عن ملابس السلطان] في عام 1231هـ
77. رَحلة مغطاة بالمخمل [من نوع كوكر] مزينة أطرافها وبعض الأماكن منها بالفضة. العدد: 1. القيمة المقدرة خمس ليرات عثمانية. اسم الواقف غير معلوم.
78. غطاء واقي من الذباب، مغطى بالذهب، عليه أحجار صغيرة من الياقوت والزمرد. العدد: 1. القيمة المقدرة ثلاث ليرات عثمانية. وهذه أيضاً [أي اسم الواقف] ساقط منها.
79. غطاء واقي من الذباب، مغطى بالفضة ذو مقبضين. العدد: 1. القيمة المقدرة ليرة عثمانية واحدة. وهذه أيضاً [أي اسم الواقف غير معلوم]
80. غطاء واقي من الذباب من الفضة، ومن الصناعات الهندية، أحدهما من العاج والثاني من ريش النعام. العدد: 2. القيمة المقدرة ليرتان عثمانيتان. اسم الواقف غير معلوم.
81. سيف من الفضة، مقبضه من الكركدان. العدد: 1. القيمة المقدرة مائتان وخمسون [ ليرة عثمانية]. وهذا أيضاً [أي اسم الواقف غير معلوم] باقية من عهد الوهابيين.
82. سيف من الصناعات الشرقية، مكتوب عليه بحروف ذهبية، مقبضه من الفضة. العدد: 1. القيمة المقدرة مائتان وخمسون [ليرة عثمانية]. وهذا أيضاً [أي اسم الواقف غير معلوم].
83. قائمة بالأغراض التي وجدت في صندوق: مجموع القيمة المقدرة للأغراض 8460 قرش عثماني. • 83/1- خاتم من ألماس. العدد: 1. القيمة مائة قرش. • 83/2- شمعدان. سبعمائة وخمسون قرشاً. • 83/3- حبات من اللؤلؤ والألماس. العدد: 61. ثلاثمائة وعشرون قرشاً. • 83/4- سلسلة.. العدد: 1. ثلاثمائة وعشرون قرشاً.• 83/5- حبات من اللؤلؤ.. ألف وستمائة قرش. • 83/6- ذهب آرمودي. العدد: 3. ثلاثمائة وعشرون قرشاً. • 83/7- سلاسل اللؤلؤ الساقطة من العلاقات. العدد: 45. ألف وستمائة قرش. • 83/8- ذهب بعيار عشرين. العدد: 4. مائة قرش. • 83/9- علاقة ذهبية. العدد: 2. ستمائة قرش. • 83/10- قلادة من الذهب. العدد: 1. ثلاثمائة قرش. • 83/11- ذهب وفضة خردة. العدد2. مائة قرش. • 83/12- قطعتان من الذهب بعيار عشرين. العدد: 4. مائة قرش. • 83/13- ذهب بندقي قديم. العدد: 2. مائتا قرش. • 83/14- أحجار الزمرد بمختلف الأبعاد. العدد: 10. ألف قرش. • 83/15- خردة من الذهب. العدد: 1. سبعمائة قرش. • 83/16- قطعة من الذهب. العدد: 1. ثلاثمائة قرش. • 83/17- سوار فضي قديم. العدد: 4. خمسون قرش.
84. مكحلة ومبخرة مغطاة بالذهب، مرصعة بأربعين قطعة من ألماس على خمسة وعشرين قيراطاً. القيمة المقدرة ثلاثمائة ليرة عثمانية. اسم الواقف غير معلوم.
85. قطعة ذهب، مغطاة بالألماس واللؤلؤ. العدد: 1، 84 حبة. القيمة المقدرة مائة [ ليرة عثمانية]. أهدتها السيدة خوشيار قادين، زوجة السلطان محمود الثاني. تبين نقص ألماس واحد.
86. مبخرة ذهبية، على أربعة مقاعد، مرصعة بالألماس. العـدد: 1 302 حبة. القيمة المقدرة مائتا ليرة عثمانية. أهدتها خوشيار قادين.
87. مبخرة، مرصعة باثنتي عشرة حبة من ألماس، حجم الواحدة بمقدار حبة القمح، محاطة بثلاثة حبات من ألماس كبير، عليها رسم سراي بروني [القصر السلطاني بإستانبول، المطل على البحر]. العدد: 1، 39 حبة. أهدتها السيدة خوشيار قادين. تبين أن غلاف المبخرة ساقط. وأنها بحاجة إلى الترميم.
88. مبخرة. على قاعدة من الذهب طويلة، الطرف العلوي منها أخضر على كحلي، مزينة بحبات الشعير، بغطاء: العدد: 1، حبة 707؛ العدد: 1، حبة 286؛ العدد: 2، حبة 417؛ العدد: 1، حبة 76. مجموعها: 5؛ مجموع حياتها: 1486. القيمة المقدرة ألف وخمسمائة. أهدتها والدة إلهامي باشا، ابن عباس باشا والي مصر.
89. مبخرة ومعطرة، على قاعدة ذهبية. العدد: 1، حبة 370؛ العدد: 1، حبة 112؛ العدد: 1، حبة 110؛ العدد: 1، حبة 376. المجموع 4أعداد، مجموع حباتها 968. القيمة المقدرة خمسمائة [ ليرة عثمانية]. أهدتها السيدة خديجة سلطان، ابنة السلطان مصطفى خان.
90. مبخرة ومعطرة بقواعد، مغطاة بالذهب ومزينة بأوراق.. العدد: 2. القيمة المقدرة ثمانمائة ليرة عثمانية. أهداها والي مصر عباس باشا.
91. مبخرة ومعطرة كبيرة من الفضة، بقواعد ومزينة بأوراق. العدد: 4. القيمة المقدرة خمس وعشرون [ ليرة عثمانية]. أهدتها السيدة برتونيال قادين.
92. مبخرة ومعطرة من الفضة، كبيرة، بقواعد ومزينة بأوراق. العدد: 4. القيمة المقدرة خمس وعشرون [ ليرة عثمانية]. أهدتها برتو قادين، الزوجة الرابعة للسلطان.
93. مبخرة ومعطرة كبيرة، من الفضة، بقواعد ومزينة بأوراق. العدد1. القيمة المقدرة عشرون[ ليرة عثمانية]. أهدتها الزوجة الثالثة للسلطان عبد الحميد [الاسم غير واضح].
94. مبخرة ومعطرة بأسياخ. العدد: 2معطرة، العدد: 2/4قاعدة مبخرة. القيمة المقدرة أربع وعشرون [ ليرة عثمانية]. أهدتها السيدة خوشيار قادين.
95. مبخرة ومعطرة كبيرة بأسياخ وتبسي. العدد: 2تبسي من الفضة؛ العدد: 1 مبخرة؛ العدد: 1 معطرة. القيمة المقدرة ثماني عشرة[ ليرة عثمانية]. أهدتها رأفت قادين الزوجة الرابعة للسلطان سليم الثالث.
96. مبخرة ومعطرة من الفضة، مزينة بنجوم وآلات القتال. العدد: 4مبخرة كبيرة؛ العدد: 2معطرة؛ العدد: 4 شمعدان صغير للبخور. القيمة المقدرة أربع وأربعون[ ليرة عثمانية]. أهدتها السيدة عادلة سلطان.
97. مبخرة ومعطرة عادية، على هيئة الفستق. العدد: 1معطرة؛ العدد: 2/1 مبخرة. القيمة المقدرة ليرتان عثمانيتان. اسم الواقف غير معلوم.
98. مبخرة ومعطرة صغيرة من الفضة. العدد: 2. القيمة المقدرة ليرتين. أهدتها السيدة قاطمة قادين [زوجة السلطان محمود الثاني]
99. مبخرة ومعطرة من الفضة، عادية. العدد: 2معطرة صغيرة؛ العدد1/3 مبخرة صغيرة. القيمة المقدرة أربع ليرات عثمانية. أهداها المصاحب بسيم آغا.
100. مبخرة ومعطرة من الفضة على الطراز القديم. العدد: 1 مبخرة؛ العدد: 2/1 معطرة. القيمة المقدرة ثلاث ليرات عثمانية. أهدتها أمينة خاتون، زوجة الحافظ مصطفى باشا، أمين.
101. مبخرة ومعطرة كبيرة، من الفضة، من النوع القديم. العدد: 1مبخرة؛ العدد: 2/1 معطرة. القيمة المقدرة أربع ليرات عثمانية. أهداها المعلم لبابة جاشتي كبير.
102. مبخرة ومعطرة كبيرة من الفضة، من النوع القديم. أهداها سنبل آغا.
103. مبخرة ومعطرة من النوع الهندي القديم، من الفضة، من قطع متوسط. العدد: 2. القيمة المقدرة ليرتان عثمانيتان. أهدتها السيدة أمينة، والدة طوسون باشا.
104. مبخرة فضية من النوع القديم. العدد: 1. القيمة المقدرة ست ليرات عثمانية. أهداها علي آغا رئيس الحلاقين.
105. مبخرة كبيرة من النوع القديم. العدد: 1. القيمة خمس عشرة ليرة عثمانية. اسم الواقف غير معلوم.
106. مبخرة صغيرة من الفضة من النوع القديم. العدد: 1. القيمة المقدرة ليرة عثمانية واحدة. اسم الواقف غير معلوم.
107. مبخرة صغيرة من النوع القديم، على هيئة رمان. العدد: 1. القيمة المقدرة ثلاث ليرات عثمانية. أهداها كل فر.
108. مبخرة من النوع القديم، خالية من الزينة. العدد: 1. القيمة المقدرة ليرة عثمانية واحدة. وهذه أيضاً [أي اسم الواقف غير معلوم].
109. مبخرة من النوع القديم، ذات قبضة. العدد: 1. القيمة المقدرة ليرة عثمانية واحدة. وهذه أيضاً [أي اسم الواقف غير معلوم].
110. مبخرة قديمة مشبكة من الذهب. العدد: 1. القيمة المقدرة ستون ليرة عثمانية. أهداها لازأغلو محمد بك، مدير أعمال والي مصر محمد علي باشا.
111. مبخرة صغيرة من الفضة. العدد: 3. مبخرة؛ العدد: 4/1 معطرة. القيمة المقدرة ست ليرات عثمانية. أهداها طيفور آغا، آغا دار السعادة [باستانبول].
112. مبخرة من النوع القديم متوسطة الحجم. العدد: 1. القيمة المقدرة ست ليرات عثمانية. اسم الواقف غير معلوم.
113. علبة المبخرة، من الفضة، من النوع القديم. العدد: 1. القيمة المقدرة نصف ليرة عثمانية. أهدتها السيدة معزز سلطان.
114. شمعة بخور تزن أربعمائة وستين مثقالاً، مع مبخرة بسبع فتحات على قاعدة ذهبية. العدد: 1. القيمة المقدرة ثلاثمائة ليرة عثمانية. أهداها السلطان مراد الرابع.
115. علاقة مبخرة من الفضة مع سلسلة مغطاة بالذهب. العدد: 1. القيمة المقدرة ثماني ليرات عثمانية. أهداها إبراهيم محلاوي.
116. علاقة مبخرة مشبكة من الفضة من النوع القديم، مع سلسلة مغطاة بالذهب. العدد: 1. القيمة المقدرة أربع ليرات عثمانية. قدمت من خزنة دار السعادة [بإستانبول].
117. علاقة كبيرة من الفضة، من صناعات زنجبار. العدد: 3. القيمة - المقدرة مائة وخمسون [ ليرة عثمانية]. أهداها السلطان عبد الحميد خان.
118. مبخرة مشبكة من الفضة، ذات مقبض من الصناعات الهندية.. قدمها [ واحد] من أهالي الهند.
119. مبخرة من الفضة على هيئة شمعدان.. القيمة المقدرة ليرة عثمانية واحدة. اسم الواقف غير معلوم.
120. علاقة قهوة كبيرة من الذهب، بها ثلاث سلاسل من الذهب. وهذه أيضاً [أي اسم الواقف غير معلوم].
121. مبخرة من الفضة على هيئة فانوس مقعّد، مزينة ببعض الأحجار. وهذه أيضاً [أي اسم الواقف غير معلوم].
122. علبة العود من الخشب، ذات مقبضين مغطاة بالفضة من النوع القديم. العدد: 1. القيمة المقدرة ليرتان عثمانيتان. أهدتها السيدة نقش فلك.
123. علبة بخور من الخشب مغطاة بالفضة، من النوع القديم. العدد: 1. اسم الواقف غير معلوم.
124. تبسي صغير للبخور من الفضة. العدد: 1. القيمة المقدرة نصف ليرة. أهدته السيدة برتونيال قادين.
125. تبسي صغير للبخور من الفضة. العدد: 1. القيمة المقدرة نصف ليرة عثمانية. وهذا أيضاً [أي أهدته السيدة برتونيال قادين].
126. تبسي وسط للبخور من الفضة. العدد: 1. القيمة المقدرة ليرتان عثمانيتان. أهدته زوجة طوسون باشا.
127. تبسي للبخور وسط صغير من الفضة. العدد:1. القيمة المقدرة خمسون [ ليرة عثمانية]. أهدته السيدة عادلة سلطان.
128. تبسي للبخور طويل من الفضة. القيمة المقدرة أربع ليرات عثمانية. أهدته السيدة شايسته قادين [من زوجات السلطان عبد المجيد الأول].
129. تبسي للبخور مربع طويل من الفضة. العدد: 1. القيمة المقدرة ثمانون ليرة عثمانية. أهدته زوجة طوسون باشا.
130. تبسي للبخور أبيض من الفضة ذو مقبضين. العدد: 1. القيمة المقدرة اثنتان وثلاثون [ ليرة عثمانية]. أهدته السيدة برتونيال قادين.
131. كير النار للبخور، مذهب. العدد1، مشبك؛ العدد1سادة ومشبك من الفوهة؛ العدد: 1/3 بدون مقبض ومكسور. القيمة المقدرة خمسون [ليرة عثمانية]. أهدته والدة السلطان مراد خان [شوق أفزا].
132. تشت وإبريق من الفضة من النوع القديم. العدد: 1 تشت مع غطاء؛ العدد: 2/1. القيمة المقدرة خمس عشرة ليرة عثمانية. أهدته السيدة زوجة طوسون باشا.
133. تشت وإبريق من الفضة، من الصناعات الهندية. العدد: 1 تشت مع غطاء؛ العدد: 2/1 إبريق. القيمة المقدرة عشرون [ ليرة عثمانية]. أهداه هندي يدعى أبو البركات.
134. سطل وإبريق زيت الزيتون من الفضة. العدد: 3إبريق؛ العدد: 6/9 سطل. القيمة المقدرة ستون ليرة عثمانية. أهدته السيدة خديجة سلطان، ابنة السلطان مصطفى خان.
135. إبريق زيت الزيتون من الفضة. العدد: 1. القيمة المقدرة سبع ليرات عثمانية. أهدته السيدة فاطمة دل بريز [زوجة السلطان مصطفى الرابع].
136. فرش [مغطى] بالفضة [العدد]: 1. القيمة المقدرة عشــرون [ ليرة عثمانية]. أهداه السيد عباس باشا.
137. فرش [مغطى] بالفضة. [العدد]: 1. القيمة المقدرة عشرون. أهداه السيد جروشة، أمين خزنة السلطان محمود خان.
138. مكبه. [هكذا. ولم يتضح معناه] من الفضة. القيمة المقدرة خمس عشرة ليرة عثمانية. أهداه الحاج مصطفى رشدي أفندي.
139. مكبة من الفضة، وردت لاستخدامها في الحجرة النبوية المعطرة. [العدد]: 2، حبة 300. القيمة المقدرة خمس ليرات عثمانية. أهداها السيد بسيم آغا، رئيس آغاوات السيدة عادلة سلطان.
140. دواة من الفضة، خاصة بكاتب السلطان. [العدد]: 1. القيمة المقدرة ليرتان عثمانيتان. أهدتها السيدة عادلة سلطان.
141. بابا [هكذا] العلم من الفضة. [العدد]: 2. القيمة المقدرة أربع ليرات عثمانية. أهداه والي مصر سعيد باشا.
142. علم مزخرف [بحبات على هيئة] الرز. العدد: 2 اسم الواقف غير معلوم.
143. بابا الصندوق من الفضة. [العدد]: 4 ذو ثماني خانات على هيئة الكمثرى، من إهداء المعلمة خديجة؛ [العدد]: 6/10 من إهداء خديجة، ابنة داماد إبراهيم باشا بتاريخ 1163هـ. القيمة المقدرة ثماني ليرات عثمانية.
144. كير النار من الفضة. [العدد]: 1. القيمة المقدرة أربع ليرات عثمانية. أهداه الحاج حسين آغا.
145. قفل علاقي من النوع القديم: العدد: 3. القيمة المقدرة ثماني ليرات عثمانية. أهداه السلطان أحمد الأول.
146. قفل علاقي من النوع القديم: من الفولاذ، مطرز بالذهب. العدد: 1. القيمة المقدرة ليرتان عثمانيتان. اسم الواقف غير معلوم.
147. مفتاح قفل من النوع القديم، موضوع في محفظة. القيمة المقدرة عشر ليرات عثمانية. وهذا أيضاً [أي اسم الواقف غير معلوم].
148. علم السنجق مطرز بالفضة. العدد: 2. القيمة المقدرة عشــرون[ ليرة عثمانية]. أهداه السلطان محمود خان الأول.
149. غطاء الحذاء الشريف من الفضة: العدد: 5. القيمة المقدرة خمس وخمسون [ ليرة عثمانية]. أهدته السيدة برتونيال قادين.
150. غطاء الحذاء الشريف من الفضة: العدد: 4. القيمة المقدرة خمس وستون ليرة عثمانية. أهدته السيدة زينب، ابنة والي مصر محمد علي باشا.
151. تبسي الحذاء الشريف من الفضة: العدد: 10. القيمة المقدرة مائتان وأربعون [ ليرة عثمانية]. أهدته السيدة برتونيال قادين.
152. تشت كبير من النحاس للحذاء الشريف، مغطى بالذهب. العدد: 4. القيمة المقدرة خمس ليرات عثمانية. أهداه بشير آغا، نائب شيخ الحرم الأسبق.
153. تبسي للحذاء الشريف. العدد: 10. القيمة المقدرة مائتان وأربعون [ ليرة عثمانية]. أهدته السيدة برتونيال قادين.
154. قفل علاقي من النوع القديم. العدد: 1. القيمة المقدرة خمس ليرات عثمانية. أهداه السلطان محمود خان [الثاني].
155. غطاء سنجق مطرز بالفضة. العدد: 2. القيمة المقدرة ثماني ليرات عثمانية. أهداه السلطان عبد المجيد خان.
156. حبل، حافتاه مطرزتان بالفضة، لتعليق القناديل الموجودة بالحجرة النبوية الشريفة. العدد: 14. القيمة المقدرة عشرون[ ليرة عثمانية]. اسم الواقف غير معلوم.
157. تشت ومشربة لغسل القناديل. العدد: 2تشت؛ العدد: 2مشربة. القيمة المقدرة تسعون ليرة عثمانية. أهدته الزوجة الرابعة للسلطان محمود خان [وهي نورتاب قادين].
158. مكنسة بمقبض من الفضة. القيمة المقدرة ليرة عثمانية واحدة. أهدتها والدة عباس باشا.
159. مكنسة من الفضة. العدد: 1. القيمة المقدرة عشرون[ ليرة عثمانية]. أهدتها السيدة برتونيال قادين.
160. مبخرة علاقية بأربع سلاسل ذهبية. القيمة المقدرة خمس ليرات عثمانية. أهداها السلطان عبد المجيد خان [الأول].
161. علبة الزيت من الفخار، مشبك طولي مربع، مزين بأربعة أوراق في نطاق الخزنة، مقاعده بحجم حبة البندق. القيمة المقدرة ليرتان عثمانيتان. أهداه الحاج حبيب أفندي.
162. شمعدان البخور من الفضة، ثلاثي الشكل. العدد: 2. القيمة المقدرة أربع ليرات عثمانية. اسم الواقف غير معلوم.
163. مبخرة من الفضة. العدد: 1. القيمة المقدرة أربع ليرات عثمانية. أهدتها من القصر السيدة نور مثال قادين.
164. معطرة من الفضة. العدد: 1. القيمة المقدرة ليرة عثمانية واحدة. وهذه أيضاً [أي من إهداء السيدة نور مثال].
165. شمعدان البخور من الفضة، مزخرفة، ذات قبة متوسط الحجم، وستة فتحات. العدد:1. القيمة المقدرة أربع ليرات عثمانية. أهدتها السيدة الثانية لطف يار قادين.
166. معطرة من الذهب، من الصناعات الهندية، بثلاثة ألوان: أخضر وأحمر وكحلي، مرصعة بالألماس والياقوت، مع سبع حبات من الزمرد في الوسط. العدد: 1. القيمة المقدرة خمسمائة [ ليرة عثمانية]. أهداها الحاكم الهندي «بيغم».
167. معطرة من الذهب على هيئة شجرة، من الصناعات الهندية، باللون الأحمر والأخصر، على طاولة صغيرة من اللون الأحمر، أطرافها مزينة بالألماس واللؤلؤ والياقوت، ومحل وضع العطور باللون الكحلي مرصع بألماس الهندي. العدد: 1. القيمة المقدرة مائتي ليرة عثمانية. وهذه أيضاً [أي من إهداء الحاكم الهندي بيغم].
168. معطرة ومبخرة مع طاولة، بغطاء ومقبض وسبع فتحات، أطرافها محفورة، وبعضها مزينة. العدد: 1. القيمة المقدرة ست ليرات عثمانية. أهدتها زوجة الكاتب في المابين.
169. مبخرة من الفضة، أطرافها مزينة، مهيأة لوضع قطع شجرة العود عليها، ذات ثلاث مقاعد. العدد: 1. القيمة المقدرة عشر ليرات عثمانية. أهدتها السيدة زبيدة، زوجة تحسين أفندي، من أعضاء لجنة الحسابات في الديوان.
170. معطرة من الفضة على هيئة الكمثرى، أطرافها مزينة. العـدد: 1. القيمة المقدرة مائتي ليرة عثمانية. وهذه أيضاً [أي من إهداء السيدة زبيدة].
171. مبخرة من الفضة، مع طاولة، أطرافها مزينة، ذات مقاعد.. العدد: 1. القيمة المقدرة ثلاثون ليرة عثمانية. أهدتها السيدة شوق أفسار قادين، من زوجات السلطان عبد المجيد [الأول].
172. مبخرة من الفضة، على طاولة ذات ثلاث مقاعد، مزينة الأطراف، على هيئة الورد. العدد: 1. القيمة المقدرة عشر ليرات عثمانية. أهدتها السيدة شب آهنك، من زوجات السلطان عبد العزيز خان.
173. معطرة من الفضة، ذات قواعد، على هيئة الورد، لوضع قطع شجرة العود عليها. العدد: 1. القمية المقدرة ليرتان عثمانيتان. أهدتها السيدة شب آهنك، من زوجات السلطان عبد العزيز خان.
174. معطرة ومبخرة، مصنوعة من الفضة، ذات مقاعد وفتحات ومقابض. العدد: 2 معطرة؛ العدد: 2 مبخرة. القيمة المقدرة ثلاثون ليرة عثمانية. أهدتها السيدة.
175. مبخرة ومعطرة من النوع الكبير. العدد: 4مبخرة كبيرة، العدد: 2/6 معطرة. القيمة المقدرة ستون ليرة عثمانية. أهدتها السيدة عادلة سلطان.
176. مبخرة من الذهب، من الصناعات الهندية. العدد: 2. القيمة المقدرة مائتان وخمس ليرات عثمانية. أهداها الحاكم الهندي كل علي خان.
177. علبة العود والبخور، مصنوعة من الفضة. العدد: 3. القيمة المقدرة ثماني ليرات عثمانية. أهداها محمد كامل آغا، حارس باب السيدة برتونيال قادين.
178. علبة الزيت، من الذهب، ذات غطاء ومقبض. 63مثقال. القيمة المقدرة خمسون[ ليرة عثمانية]. أهداها صاحب الشهامة محمد عبد الواسع خان.
179. سفر من الذهب، من القطع المتوسط، ذات شمعدان وست غطاء من الجلد. العدد: 2. القيمة المقدرة أربعمائة[ ليرة عثمانية]. أهدتها والدة السلطان محمود خان.
180. شمعدان المحراب من الذهب. العدد: 3. القيمة المقدرة مائتا ليرة عثمانية. أهداها والي مصر محمد علي باشا. تبين نقص في أحد الشمعات.
181. شمعدان من الذهب، مرصع بستة آلاف ومائتين وثمانين قطعة من الألماس، من الحجم الكبير. العدد: 10. القيمة المقدرة سبعون ألف ليرة عثمانية. أهداها السلطان عبد المجيد خان [الأول] تبين نقص بعض أحجار ألماس من بعضها.
182. غطاء الشمعدان على هيئة تبسي، للشمعدانات المذكورة [أي الواردة في الرقم181]. العدد: 2. القيمة المقدرة اثنتان وثلاثون[ ليرة عثمانية]. أهدتها السيدة المعلمة شوق نهال أمينة خزنة السلطان عبد المجيد خان [الأول].
183. شمعدان محراب من الذهب، من القطع المتوسط، مع الشمعة. العدد: 8. القيمة المقدرة ألفان وستمائة. أهداها السلطان محمود خان. تبين نقص في رأس الشمعدان، والشمعدان الذي كان يوضع على القدم الشريف.
184. شمعدان من الفضة: كبير مع الشمع. العدد: 2. القيمة المقدرة مائة ليرة عثمانية. أهداه محمد علي باشا والي مصر.
185. شمعدان محراب من الفضة، من القطع الكبير. العدد: 2. القيمة المقدرة أربعون ليرة عثمانية. اسم الواقف غير معلوم.
186. شمعدان كبير من الفضة مع الشمعة. العدد: 7. القيمة المقدرة خمسمائة. أهداه والي مصر عباس باشا.
187. طاولة شمعدان كبيرة من الفضة. العدد: 7. القيمة المقدرة ثلاثمائة وخمسون[ ليرة عثمانية]. أهداها السلطان عبد المجيد خان [الأول].
188. شمعدان من الفضة: مع الطاولة والشمعة، ذو أسياخ. العدد: 2. شمعدان؛ العدد: 2/4 طاولة. القيمة المقدرة عشرة ليرات عثمانية. أهدته السيدة نوفدان قادين، من زوجات السلطان محمود خان.
189. شمعدان من الفضة: من القطع المتوسط. العدد: 2. القيمة المقدرة ست عشرة. اسم الواقف غير معلوم.
190. شمعدان من الفضة: من القطع المتوسط، مع طاولة وأسياخ. العدد: 2 شمعدان؛ العدد: 2/4 طاولة. القيمة المقدرة ليرتان عثمانيتان. اسم الواقف غير معلوم.
191. شمعدان من الفضة: من القطع المتوسط، ذو ثلاث شمعات. العدد: 1. القيمة المقدرة خمس وعشرون. أهدته السيدة خوشيار قادين.
192. شمعدان من النحاس. العدد: 2. القيمة المقدرة ليرة عثمانية واحدة. أهدته السيدة رقية، زوجة مشير طرابزون عثمان باشا خزينة دار زاده.
193. شمعدان قديم من الفضة مع طاولة من القطع المتوسط. العدد: 2. القيمة المقدرة ثمان وأربعون[ ليرة عثمانية]. أهدته السيدة أمينة، زوجة والي مصر محمد علي باشا.
194. شمعدان قديم من الفضة، من القطع المتوسط، ذو ملقط. العدد: 2. القيمة المقدرة ليرة عثمانية واحدة. اسم الواقف غير معلوم.
195. شمعدان البخور قديم، من القطع المتوسط. العدد: 2، من تركة علي آغا بربر باشي؛ العدد: 1، إهداء من السيدة صاري كلكشلي؛ العدد: 3/6، اسم الواقف غير معلوم. القيمة المقدرة أربع وعشرون[ عثمانية].
196. شمعدان من الفضة: من القطع المتوسط، ذو شمعات. العــدد: 1، شمعدان؛ العدد: 2/1 طبلة قديمة من الفضة. القيمة المقدرة أربع ليرات عثمانية. أهداه والي مصر محمد علي باشا. تبين نقص في أحد الشمعات.
197. شعدان محراب من النحاس مغطى بالذهب. العدد: 20. القيمة المقدرة خمس عشرة ليرة عثمانية. أهداه السلطان عبد المجيد خان [الأول]. تبين نقص في بعضها.
198. شمعدان البخور قديم من الفضة. العدد: 28، شمعدان؛ العدد: 7طبلات. القيمة المقدرة ثلاثون ليرة عثمانية. أهداه السلطان أحمد خان.
199. شمعدان قديم من الفضة، متوسط الحجم، مع شمعات. العدد: 1. القيمة المقدرة أربع ليرات عثمانية. أهداه السلطان محمود خان.
200. شمعدان قديم صغير الحجم. العدد: 1. القيمة المقدرة ليرة عثمانية واحدة. اسم الواقف غير معلوم.
201. مقراص الشمع من الفضة. العدد: 2. القيمة المقدرة ليرة عثمانية واحدة. أهدته السيدة أمينة، زوجة والي مصر محمد علي باشا.
202. شمعدان متوسط الحجم. العدد: 1. القيمة المقدرة. اسم الواقف غير معلوم.
203. مقراص الشمع على هيئة الطير. العدد: 1. القيمة المقدرة. اسم الواقف غير معلوم.
204. مقراص الشمع من الفضة. العدد: --. القيمة المقدرة ثلاث ليرات عثمانية. وهذا أيضاً [أي اسم الواقف غير معلوم].
205. غطاء شمعدان من الفضة، بثلاثة مقاعد. القيمة المقدرة ست ليرات عثمانية. وهذا أيضاً [أي اسم الواقف غير معلوم].
206. مقراص الشمع من الذهب، كبير الحجم وصغيره. العدد: 2كبير؛ العدد: 1 وسط؛ العدد: 1 صغير. القيمة المقدرة مائة وخمس وعشرون [ ليرة عثمانية]. اسم الواقف غير معلوم.
207. شمعدان صغير من الفضة. العدد: 1. القيمة المقدرة ليرة عثمانية واحدة. وهذا أيضاً [أي اسم الواقف غير معلوم].
208. شمعدان كبير من الفضة ذو أسياخ. العدد: 1. ـ أهدته السيدة نازلي، ابنة والي مصر محمد علي باشا.
209. غطاء الشمعدان السابق من الفضة. العدد: 2. القيمة المقدرة ثمان ليرات عثمانية. أهدته السيدة نازلي، ابنة والي مصر محمد علي باشا.
210. شمعدان من حجر [مدينة] أسكي شهر، صغير مع شمعة واحدة. العدد: 1. ـ. اسم الواقف غير معلوم.
211. شمعدان مزخرف.. العدد: 1. القيمة المقدرة ليرة عثمانية واحدة. وهذا أيضاً [أي اسم الواقف غير معلوم].
212. شمعدان صب، مع تبسي. العدد: 2. القيمة المقدرة ليرتان عثمانيتان. وهذا أيضاً [أي اسم الواقف غير معلوم].
213. شمعدان رز صغير. العدد: 1. وهذا أيضاً [أي اسم الواقف غير معلوم].
214. شمعدان.. ـ. وهذا أيضاً [أي اسم الواقف غير معلوم].
215. شمعدان بخور قديم. العدد: 4. القيمة المقدرة ليرة عثمانية واحدة. وهذا أيضاً [أي اسم الواقف غير معلوم].
216. شمعدان بخور من النحاس. العدد: 2. القيمة المقدرة نصف ليرة عثمانية. وهذا أيضاً [أي اسم الواقف غير معلوم].
217. شمعدان من الصناعات الهندية. العدد: 1. القيمة المقدرة ليرة عثمانية واحدة. وهذا أيضاً [أي اسم الواقف غير معلوم].
218. شمعدان رز للبخور. العدد: 1. القيمة المقدرة ليرة عثمانية واحدة. وهذا أيضاً [أي اسم الواقف غير معلوم].
219. مقراص الشمع صغير. العدد: 11. القيمة المقدرة ليرة عثمانية واحدة. وهذا أيضاً [أي اسم الواقف غير معلوم].
220. قنديل علاقي، من الفضة، مع جيز وسلاسل. العدد: 24. القيمة المقدرة ليرة عثمانية واحدة. أهدته السيدة بسيمة، زوجة إسكندر بك بن درويش باشا.
221. مزهرية علاقية، مزينة ومزخرفة، ذات سلاسل، ولها فتحات من الجوانب.. العدد: 1. أهدتها السيدة خواجة، زوجة ناظر المالية الأسبق نافذ باشا.
222. شمعدان ومقراص من الفضة، ذو شمعة واحدة، كانت في الروضة المطهرة. العدد: 2. القيمة المقدرة أربعون ليرة عثمانية. أهداه محمد عادل والحاج حسن هندي. تم نقله من الروضة المطهرة إلى الحجرة النبوية الشريفة.
223. شمعدان، متوسط الحجم، من الفضة المحمودية، خال من الشمعة، مزخرف. العدد: 1. القيمة المقدرة ليرة عثمانية واحدة. أهدتها السيدة سر أفراز.
224. معطرة من الفخار. العدد: 5. القيمة المقدرة ليرة عثمانية واحدة. اسم الواقف غير معلوم.
225. علبة عود، مزين بعدد واحد من حجر سرجه. العدد: 2. القيمة المقدرة ليرتان عثمانيتان. أهداها عاصم بك جاوش باشي زادة.
226. إبريق على هيئة إبريق الشاي، مع تبسي من الفضة، ومقراض الشمع، من الصناعات الهندية. العدد: 1 إبريق؛ العدد: 2/3 مقراض. القيمة المقدرة ست ليرات عثمانية. أهدته المعلمة [في القصر] ناز.
227. مشربية صغيرة من الفضة، ذات غطاء. العدد/: 1. القيمة المقدرة ليرة عثمانية واحدة. أهداها صاحب الشهامة محمد عبد الواسع خان.
228. مبخرة من الفضة، خاصة بإطفاء الشمعات في الحجرة النبوية الشريفة. العدد: 1. أهداها السلطان عبد المجيد خان في 1230هـ والسيدة أبرو فتان في عام 1230هـ.
229. طاسة من الفضة. اسم الواقف غير معلوم.
230. منقل [صغير] من النحاس. اسم الواقف غير معلوم.
231. مشربية على هيئة الفيل. وهذا أيضاً [أي اسم الواقف غير معلوم]. نظرا لعدم ورود ذكرها في الدفتر فيه الشرح.
232. بابا [هكذا] من النحاس. العدد: 5. القيمة المقدرة ليرتان عثمانيتان. وهذا أيضا. نظرا لعدم ورود ذكرها في الدفتر فقد جرى فيه الشرح.
233. منقل صغير ذو مقبض. العدد: 1. القيمة المقدرة ليرة عثمانية واحدة. اسم الواقف غير معلوم.
234. منقل صغير ذو مقبض. [العدد]: 3. القيمة المقدرة ليرة عثمانية واحدة. اسم الواقف غير معلوم.
235. إبريق مزخرف. العدد: 1. ــ. وهذا أيضاً [أي اسم الواقف غير معلوم].
236. قدر من النحاس، من الصناعات الهندية.. القيمة المقدرة عشرون. اسم الواقف غير معلوم.
237. مغرف من النحاس. العدد: 1. وهذا أيضاً [أي اسم الواقف غير معلوم].
238. كسوة وستارة وأستار الأبواب الشريفة، من القماش الأطلسي الأخضر، مطرز بالذهب. وهذا أيضاً [أي اسم الواقف غير معلوم].
239. ستارة لداخل الحجرة النبوية الشريفة، من القماش الأطلسي الأخضر، المطرز بالحرير.. العدد: 2. اسم الواقف غير معلوم.
240. ستارة المنبر الشريف، من القماش المخملي الأخضر، مطرزة بالذهب. العدد: 2. أهداها والي مصر سعيد باشا.
241. الستارة الداخلية القديمة للحجرة النبوية الشريفة، من القماش الأطلسي الأخضر، مطرزة بالذهب. العدد: 12. اسم الواقف غير معلوم.
242. ستارة المحاريب الثلاثة والأبواب الشريفة والحجرة النبوية..
243. ستارة صندوق السيدة فاطمة الزهراء، مطرزة بالذهب. أهداها السلطان عبد المجيد خان [الأول].
244. ستارة شبابيك الحجرة النبوية الشريفة، من القماش الأطلسي الأخضر. العدد: 11. أهداها السلطان عبد المجيد خان [الأول].
245. شمعدان رز كبير للمحراب، بأسياخ، في داخل المحراب النبوي. [العدد]: 2 كبير و 2 صغير شمعدان في المحارب النبوي؛ [العدد]: 2 كبير و 2 صغير شمعدان في المحراب العثماني. القيمة المقدرة مائة وستون ليرة عثمانية.
246. شمعدان رز للمحراب السليماني، بأسياخ. [العدد]: 2 صغير. القيمة المقدرة خمس ليرات عثمانية. وهذا أيضاً [أي من إهداء السلطان محمود خان].
247. شمعدان بشمعة واحدة في أطراف الروضة النبوية المطهرة. العدد: 8. القيمة المقدرة ليرتان عثمانيتان. أهداه السلطان محمود خان.
248. علاقة من الفضة، متوسطة الحجم، مزينة ذات سلاسل وشمعات في المواجهة. العدد: 2. القيمة المقدرة ثمانون ليرة عثمانية. أهدتها والدة السلطان عبد المجيد خان [الأول].
249. مزهرية كبيرة من الفضة: مزينة ومعلقة في المحراب العثماني. العدد: 1. القيمة المقدرة مائة وخمسون [ ليرة عثمانية]. أهداها والي مصر عباس باشا.
250. مزهرية كبيرة من الفضة: معلقة في المواجهة، بثلاثين شمعة. العدد: 1. القيمة المقدرة مئتا [ ليرة عثمانية]. أهداها والي مصر عباس باشا.
251. مزهرية كبيرة من البلور: بدون فانوس، في القدم الشريف، بأربع وعشرين شمعة. العدد: 1. وهذا أيضاً [أي من إهداء والي مصر عباس باشا].
252. مزهرية كبيرة داخل الروضة المطهرة: بفانوس وثمانين شمعة. العدد: 1. وهذا أيضاً [أي من إهداء والي مصر عباس باشا].
253. مزهرية كبيرة داخل الروضة المطهرة: بفانوس وثمانية شمعات. العدد: 2. أهداها التاجر الهندي إبراهيم.
254. شمعدان كبير بشمعة واحدة: على هيئة شجرة. العدد: 1. أهداه والي مصر عباس باشا.
255. شمعدان كبير من البلور بثمان وعشرين شمعة: على هيئة شجرة، في الروضة المطرة. العدد: 1. وهذا أيضاً [أي من إهداء والي مصر عباس باشا].
256. شمعدان كبير من البلور بثمان وعشرين شمعة: على هيئة شجرة، في الحرم الشريف. العدد: 1. وهذا أيضاً [أي من إهداء والي مصر عباس باشا].
257. شمعدان من المعدن بخمس شمعات وفانوس، على طاولة، في الحرم الشريف. العدد: 2. أهداه التاجر الهندي إسماعيل.
258. مزهرية من البلور: بست شمعات وفانوس، في باب الوقوف بالروضة المطهرة. العدد: 1. أهداه عبد الله أفندي محافظ المدينة المنورة الأسبق.
259. مزهرية علاقية، بشمعة واحدة في الروضة المطهرة. العــدد: 1. أهداه عبد الفتاح أفندي، من تجار بيروت.
260. مزهرية من البلور: باثنتي عشرة شمعة وفانوس. العدد: 1. أهداها التاجر الهندي الخواجة إسماعيل.
261. مزهرية من البلور: باثنتي عشرة شمعة وفانوس. العدد: 1. وهذه أيضاً [أي أنها من إهداء التاجر الهندي الخواجة].
262. مزهرية من البلور: باثنتي عشرة شمعة وفــــــانوس، [ متوضع] تحت المنارة الرئيسية. العدد: 1. أهداها التاجر يعقوب الهندي.
263. مزهرية من البلور: بشمعة وفانوس، بجوار المحراب العثماني. العدد: 1. وهذه أيضاً [أي من إهداء التاجر الهندي يعقوب].
264. مزهرية من البلور: بثماني شمعات وفانوس. العدد: 1. أهداها التاجر الهندي إبراهيم.
265. مزهرية من البلور: بقناديل، خاصة بالحرم النبوي الشريف. [العدد]: 14؛ واحدة منها نقلت لمسجد سيدنا عثمان. أهداها عبد الله أفندي، محافظ المدينة المنورة الأسبق.
266. مزهرية بسبع شمعات خاصة بالحرم الشريف، وأخرى بقناديل. العدد: 2. اسم الواقف غير معلوم.
267. علاقة من الفضة متوسطة الحجم، بست مقابض، معلقة بسلاسل. العدد: 1. القيمة المقدرة ثماني ليرات عثمانية. أهدتها السيدة أسماء.
268. مزهرية من الفضة، بسبعة عشر شمعدان. [العدد]: 1. القيمة المقدرة مائة[ ليرة عثمانية]. أهداها الحاكم الهندي ميرخان.
269. ساعة كبيرة في دكة الأغوات. العدد: 1. القيمة المقدرة مائتا ليرة عثمانية. أهداها السلطان عبد المجيد خان [الأول].
270. ساعة كبيرة في التهجد الشريف. العدد: 1. القيمة المقدرة عشر ليرات عثمانية. أهدتها السيدة برتونيال قادين.
271. هذه هي اللوحة المذكورة في الرقم [التسلسلي] 64، وقد صرح بذلك الآغاوات. مكرر.
272. شمعدان من الفضة: مزينة. العدد: 4. القيمة المقدرة مائــة [ ليرة عثمانية]. أهداها السلطان عبد الحميد خان الثاني.
273. رَحْلَة على أربعة قواعد من الفضة. العدد: 1. القيمة المقدرة ثلاثون ليرة عثمانية. أهدتها السيدة إنجي، زوجة والي مصر سعيد.
274. شمعدان متوسط الحجم، من الفضة. العدد: 2. القيمة المقدرة ثمان وعشرون [ ليرة عثمانية]. أهدتها السيدة عطر شاه، مديرة أعمال السيدة إنجي.
275. مزهرية من الفضة على هيئة قنديل. [العدد]: 1. القيمة المقدرة أربع ليرات عثمانية. أهداها أحمد فوزي، مدير مكتب والي أرضروم.
276. كرسي من الفضة، على هيئة قبة مستديرة، لاستخدامه [ هنا ثلاث كلمات غير واضحة]. العدد: 1. القيمة المقدرة ثلاثون ليرة عثمانية. أهدتها السيدة زينب، ابنة والي مصر محمد علي باشا.
277. سلسلة خاصة لتعليق مفتاح الحجرة النبوية الشريفة. [العــدد]: 1. القيمة المقدرة اثنتا عشرة ليرة عثمانية. أهداها السلطان عبد المجيد خان [الأول].
278. [مقبض] حديدي مستدير للقناديل المستعملة في الحجرة النبوية الشريفة. [العدد]: 54. القيمة المقدرة أربع وخمسون[ليرة عثمانية]. أهدتها السيدة ملك بر، زوجة والي مصر سعيد باشا.
279. مقبض حديدي من الطراز الجديد. [العدد]: 3. قد أعير لاستخدامه من جديد.
280. مبخرة ومعطرة.. العدد: 4. القيمة المقدرة أربع وثلاثون[ ليرة عثمانية]. أهدتها السيدة برستو قادين، الزوجة الرابعة للسلطان عبد المجيد خان.
281. مقبض من الفضة. [العدد]: 2. كما جاء في الشرح [هكذا]. لم يظهر.
282. شمعدان صغير من الفضة. القيمة المقدرة خمس ليرات عثمانية. أهدتها السيدة كلفتان، زوجة نوري باشا.
283. مبخرة من الفضة. [العدد]: 1. القيمة المقدرة أربع ليرات عثمانية. أهدتها السيدة الحاجة أم كلثوم، زوجة محمود بن إمام، من أمراء دارفور.
284. فنار من الفضة. العدد: 2. القيمة المقدرة ثماني ليرات عثمانية. أهدتها السيدة نائلة سلطان.
285. مقبض من الفضة. [العدد]: 3. القيمة المقدرة ثماني ليرات عثمانية. أهداه الحافظ بهرام آغا. من آغاوات دار السعادة [إستانبول].
286. مبخرة من الفضة. [العدد]: 1. القيمة المقدرة خمس ليرات عثمانية. أهدتها السيدة تسار، ابنة سعيد باشا السيواسي.
287. مبخرة ومعطرة من الفضة. [العدد]: 2. كما ورد في الشرح. أهدتها السيدة نائلة سلطان.
288. علاقة من الفضة مزينة. العدد: 8. القيمة المقدرة ثلاثون ليرة عثمانية. وهذه أيضاً [أي من إهداء أهدتها السيدة نائلة سلطان].
289. علمان نحاسيان، من القماش الأطلسي الأخضر، وجههما مزينان بالآيات والأحاديث، وداخلهما بعبارة «محمد رسول الله» مطرزة بالأصفر. العدد: 2. أرسلا من مصر.
290. علاقة من الفضة. [العدد]: 2. القيمة المقدرة أربع ليرات عثمانية. أهداها حاجي أفندي آغا قلة زاده العينتابي.
291. علبة الصابون من الفضة مع تشت، لاستخدامها أثناء غسل القناديل. [العدد]: 10. القيمة المقدرة ثمان ليرات عثمان. أهدتها السيدة حُسن ملك، من [زوجات] السلطان محمود الثاني.
292. مقبض من الفضة مزدوج. [العدد]: 1. القيمة المقدرة ليرة عثمانية واحدة. أهداه ناظر البحرية حسن.
293. مبخرة من الذهب، مرصعة بألماس المحلي ومزينة. العدد: 3. القيمة المقدرة ستمائة ليرة عثمانية. أهدتها السيدة جميلة ابنة السلطان عبد المجيد خان [الأول].
294. [بعض الأدوات] التي تستعمل أثناء غسل القنديل. مجموعها: 20. القيمة المقدرة أربعون ليرة عثمانية. أهدتها السيدة حُسن ملك، من [زوجات] السلطان محمود الثاني.
295. علاقة مزخرفة ومزينة بقطعة كبيرة واثنتي عشر قطعة صغيرة من أحجار الزمرد واللآلي، مكتوب عليها بالفضة لفظ الجلالة وهذا أيضاً [أي اسم الواقف غير معلوم]. «محمد» ، والسيدة فاطمة والحسن والحسين، يليه في الأسفل زينة بالألماس بسبعة ـ ثمانية قيراط، مع زخرفة. القيمة المقدرة مائتان وخمس وثمانون[ ليرة عثمانية]. أهدتها السيدة عادلة سلطان. تبين نقص في عدد الأحجار الصغيرة.
296. مزهرية بست وثلاثين شمعة، مزينة بالأصفر. العدد: 1. وهذه أيضاً [أي من إهداء السيدة عادلة سلطان].
297. مقبض من الفضة. العدد: 2. القيمة المقدرة خمس وليرات عثمانية. أهدته السيدة مثل [؟] شمس، أمينة خزنة السلطان عبد المجيد خان.
298. [بعض الأدوات] التي تستخدم أثناء غسل القناديل، وكلها من الفضة. [مجموعها] 56. القيمة المقدرة خمس وثلاثون[ ليرة عثمانية]. أهدتها السيدة برستو [زوجة السلطان عبد المجيد الأول].
299. كأس ماء صغير. [العدد]: 2. القيمة المقدرة ست ليرات عثمانية. أهدتها السيدة المعلمة جزمي رنو.
300. [مكنسة] خاصة بإزالة الغبار، من الريش. [العدد]: 3. أهدتها السيدة باك دل.
301. مزهرية صغيرة من الفضة. [العدد]: 1. القيمة المقدرة أربع ليرات عثمانية. أهداها الفريق عثمان نوري باشا، رئيس أطباء الجيش العثماني الخامس.
302. كأس من الفضة مع غطاء. [العدد]: 2. القيمة المقدرة عشر ليرات عثمانية. أهدتها السيدة سيمبر، أمينة خزنة السلطان عبد الحميد الثاني.
303. مبخرة ومعطرة صغيرة، مزخرفة، ملاصقة بتبسي من الفضة، أعلاها على هيئة الفانوس، مع زخرفة من شكل الكمثرى. [العــدد]: 3. وهذه أيضاً [أي من إهداء السيدة سيمبر].
304. مقبض من الفضة. العدد: 2. القيمة المقدرة ثماني ليرات عثمانية. أهديت باسم الحاج بسيم آغا. من بوابي عادلة سلطان.
305. مقبض من الفضة. العدد: 2. القيمة المقدرة ثماني ليرات عثمانية. أهدته المعلمة ناز فلك، من جواري السيدة عادلة سلطان.
306. مبخرة من الفضة. [العدد]: 4. القيمة المقدرة سبع عشرة. أهداها نشأت آغا، من [خدم] السيدة عادلة سلطان.
307. علبة عود من الفضة. العدد: 2. القيمة المقدرة ليرتان عثمانيتان. وهذه أيضاً [أي من إهداء نشأت آغا].
308. مبخرة ومعطرة من الفضة. [العدد]: 4. القيمة المقدرة مائة[ ليرة عثمانية]. أهداها عثمان آغا، الآغا الخامس لدى عادلة سلطان.
309. مفك صغير صب. [العدد]: 2. وهذا أيضاً [أي من إهداء عثمان آغا].
310. جلة [ولم يتضح معناها] من الفضة، مزخرفة بالورود. القيمة المقدرة خمس ليرات عثمانية. أهدتها السيدة نوفدان قادين.
311. شمعدان من الفضة: مكتوب عليها عبارة «وقف للحرم النبوي الشريف». [العدد]: 2. القيمة المقدرة خمس ليرات عثمانية. أهداه سعدي خان الإيراني.
312. مزهرية من الفضة، بستة مقابض، على هيئة علم، مكتوب عليها «الغلام علي جام: دخيل هذا الموقع المقدس». [العدد]: 1. القيمة المقدرة عشرون[ ليرة عثمانية]. أهدتها السيدة حفيظة، ابنة خليل صاوا.
313. علاقة من الفضة، حفر عليها «الحرم النبوي الشريف» [العدد]: 1. القيمة المقدرة عشرون[ ليرة عثمانية]. أهدتها السيدة حفيدد: 2. القيمة المقا.
314. علاقة من الفضة، بها محل وضع البخور عليها، بثلاثة مقابض. [العدد]: 2. القيمة المقدرة ثماني ليرات عثمانية. أهداها الحاج عثمان بك طرابزونلي علي زاده.
315. قنديل مبروم مشبك، على هيئة البطيخ، مزين في بعض الأطراف، مع غطاء وسلسلة ومقبض ومبخرة. العدد: 9. القيمة المقدرة مائة واثنتانن وخمسون[ ليرة عثمانية]. إهداء من نواب بشر الدولة عمدة الملك الأعظم الأمير خواجة عبد الصمد.
316. طفاية الشمع من الفضة. قطعة: 5. القيمة المقدرة ثلاث ليرات عثمانية. إهداء من نواب حيدر آباد بشر الدولة إيمان.
317. علبة الصابون من الفضة بلا غطاء. [العدد]: 1. القيمة المقدرة سبع ليرات عثمانية. أهدتها السيدة فاطمة علية، زوجة حسن فهمي.
318. مبخرة من الفضة، بأربع ورود، مع غطاء مشبك، على ثلاث قواعد. [العدد]: 1. القيمة المقدرة ثماني ليرات عثمانية. أهداها أحمد محمد خان، من أهالي دهلي [دلهي في الهند].
319. شمعدان البخور مغطى بالفضة، ومزين. [العدد]: 4. اسم الواقف غير معلوم.
320. علاقة من البلور، مطرزة بالفضة، بثلاث سلاسل فضية. العدد: 1. القيمة المقدرة خمسون[ ليرة عثمانية]. أهدتها السيدة أمينة، زوجة الحاج محمد أفندي، رئيس سقاة القهوة لدى جناب كمال أفندي.
321. شمعدان يد من الفضة. [العدد]: 1. أهدتها السيدة ندرة، زوجة الأمير آلاي جميل بك.
322. تبسي من الفضة، متوسط الحجم، مزين بورود بارزة، بمقبضين. العدد: 2. القيمة المقدرة ست ليرات عثمانية. أهداه نشأت آغا، آغا بوابي السيدة عادلة سلطان.
323. علاقة القهوة من الفضة، بثلاث سلاسل. العدد: 1. القيمة المقدرة ست ليرات عثمانية. وهذه أيضاً [أي من إهداء نشأت آغا].
324. علاقة بخور، بثلاث سلاسل، مزينة. [العدد]: 1. القيمة المقدرة ليرتان عثمانيتان. أهداها بشير آغا، نائب الحرم [المدني] سابقاً.
325. معطرة صغيرة من الفضة، بعض أماكنها مزينة، من الصناعات الهندية.. [العدد]: 2. القيمة المقدرة ليرتان عثمانيتان. اسم الواقف غير معلوم.
326. مبخرة ومعطرة من الفضة، مع طبلة صغيرة. العدد: 1 مبخرة؛ العدد: 2/1 طبلة معطرة. القيمة المقدرة ثلاث ليرات عثمانية. أهدتها السيدة الحاجة فاطمة الزهراء بنت.
327. مبخرة من الفضة، على هيئة الكمثرى، مزينة بالورود، مع علبة العود الملاصق بها. العدد: 1. القيمة المقدرة ست ليرات عثمانية. اسم الواقف غير معلوم.
328. علم مصنوع من الرز، مع قمر ونجوم. [العدد]: 2. القيمة المقدرة ليرة عثمانية واحدة. وهذا أيضاً [أي اسم الواقف غير معلوم].
329. علم مصنوع من الرز. [العدد]: 1. وهذا أيضاً [أي اسم الواقف غير معلوم].
330. مبخرة من النحاس بثلاث سلاسل. العدد: 1. القيمة المقدرة ليرة عثمانية واحدة. وهذا أيضاً [أي اسم الواقف غير معلوم].
331. تبسي من الرز، وقف على الحجرة [النبوية] المطهرة. العدد: 4. القيمة المقدرة ليرة عثمانية واحدة. اسم الواقف غير معلوم.
332. تبسي من الرز، أبيض اللون، بأربع قواعد. العدد: 1. القيمة المقدرة ليرة عثمانية واحدة. وهذا أيضاً [أي اسم الواقف غير معلوم].
333. مبخرة على هيئة التاج القادري، مشبكة بست طبلات، ملاصقة بها، بأربع قواعد، أحد أطرافها مكسور. العدد: 1. ــ. اسم الواقف غير معلوم.
334. سلسلة القناديل، مزينة بالورود بمقبض من الفضة. [العدد]: 1. القيمة المقدرة ليرة عثمانية واحدة. وهذا أيضاً [أي اسم الواقف غير معلوم].
335. غطاء صغير وجديد من الفضة، بأسياخ. [العدد]: 1. القيمة المقدرة ليرة عثمانية واحدة. وهذا أيضاً [أي اسم الواقف غير معلوم].
336. صحن البخور من الفضة. العدد: 12. القيمة المقدرة ست ليرات عثمانية. أهدتها السيدة نازك أدا، من زوجات السلطان عبد الحميد الثاني.
337. بعض الخردوات. [العدد]: 2. إبريق من النحاس؛ العدد: 2، شمعدان أصفر؛ العدد: 1 شمعدان من النحاس؛ العدد: 1 شمعدان أصفر؛ العدد: 1 علاقة من النحاس. [المجموع]: 7.
338. محرقة من الذهب المخفض، مع علبة البخور. القيمة المقدرة مائة[ ليرة عثمانية]. وهذه أيضاً [أي اسم الواقف غير معلوم].
339. مزهرية من البلور: بثلاث عشرة شمعة وفانوس، معلقة على صندوق السيدة فاطمة الزهراء، رضي الله تعالى عنها. العدد: 1. أهداها شريف أفندي، حافظ الكتب في مكتبة عارف حكمت أفندي.
340. مزهرية من البلور: بستة فوانيس وشمعة، معلقة على صندوق السيدة فاطمة الزهراء، رضي الله تعالى عنها. [العدد]: 1. أهداها حسن أفندي الصندقجي.
341. علاقة من البلور، على هيئة فانوس، مزينة بورود، في الواجهة الشريفة. [العدد]: 2. اسم الواقف غير معلوم.
342. مزهرية من البلور: بثمانية فوانيس وشمعة. [العدد]: 1. أهداها صادق أفندي.
343. مزهرية من البلور: بستة فوانيس وشمعة، بمقابض صفراء. العدد: 1. أهداها عزت أفندي، مدير مكتب خزينة الديوان.
344. شمعدان من الرز، على هيئة شجرة، بثمانية عشر فانوس وشمعة، مزينة بالورود، معلقة في الروضة المطهرة. العدد: 1. أهداها أحمد رشيد باشا المصري.
345. علاقة قنديل، باثنتي عشر شمعة، مزينة بالورود والبلور. أهداها حسن أفندي الصندقجي.
346. مزهرية من البلور: بأربعة وعشرين فانوساً وشمعة، بمقبض أصفر. العدد: 1. أهداها على سعيد باشا، قائد الجيش العثماني السابق.
347. علاقة صغيرة، على هيئة ورد، بثلاث سلاسل وشمعة واحدة، مزينة بألماس. [العدد]: 1. اسم الواقف غير معلوم.
348. علاقة قنديل كبيرة، على هيئة ورد، بأربعة مقابض وسلاسل. [العدد]: 2. وهذه أيضاً [أي اسم الواقف غير معلوم].
349. مزهرية من البلور: بستة وثلاثين فانوس وشمعة. [العدد]: 1. أهداها علي سعيد باشا، قائد الجيش العثماني السابق.
350. مزهرية من البلور: بثمانية عشر فانوس. [العدد]: 1. أهداها صاحب الدولة الحاج علي باشا، من أخوياء السلطان.
351. مزهرية من البلور: بسبع شمعات وفانوس، مع مقبض أصفر. [العدد]: 1. أهداها إسماعيل حبيب الهندي.
352. مزهرية من البلور: بأربعة فوانيس وشمعة. [العدد]: 1. أهداها الإسكندراني.
353. بلور، بثمانية عشر فانوس وشمعة. [العدد]: 1. أهدته زوجة محرم بك.
354. مزهرية كبيرة حمراء، بفانوس وشمعة. [العدد]: 2. أهداها أحمد عيسى.
355. مزهرية من البلور: باثني عشر فانوساً وشمعة، مع مقبض أصفر. [العدد]: 1. أهداها حسن حسني باشا، ناظر البحرية السابق.
356. مزهرية من البلور: بفانوس وشمعة. [العدد]: 1. أهداها السيد أسعد أفندي.
357. شمعدان صب أصفر، من شمعدانات التراويح. العدد: 3. القيمة المقدرة ليرة عثمانية. اسم الواقف غير معلوم.
358. مزهرية بيضاء، بثمانية فوانيس وثماني شمعات، ومقبض صب. العدد: 8. أهداها إسماعيل حبيب.
359. صحن القنديل من الفضة. العدد: 1. القيمة المقدرة خمس ليرات عثمانية. أهداه الحاج علي باشا، من أخوياء السلطان.
360. صحن القنديل من الفضة. العدد: 1. القيمة المقدرة خمس ليرات عثمانية. وهذه أيضاً [أي من إهداء الحاج علي باشا، من أخوياء السلطان].
361. سلسلة من الفضة: [العدد]: 1. القيمة المقدرة ثلاث ليرات عثمانية. وهذه أيضاً [أي من إهداء الحاج علي باشا، من أخوياء السلطان].
362. سلسلة من الفضة: [العدد]: 1. القيمة المقدرة ثلاث ليرات عثمانية. وهذه أيضاً [أي من إهداء الحاج علي باشا، من أخوياء السلطان].
363. سلسلة من الفضة: [العدد]: 1. القيمة المقدرة ثلاث ليرات عثمانية. وهذه أيضاً [أي من إهداء الحاج علي باشا، من أخوياء السلطان].
364. سلسلة من الفضة: [العدد]: 1. القيمة المقدرة ثلاث ليرات عثمانية. وهذه أيضاً [أي من إهداء الحاج علي باشا، من أخوياء السلطان].
365. شمعدان من الفضة: [العدد]: 1. القيمة المقدرة ثمان وعشرون[ ليرة عثمانية]. أهداه مظفر آغا، وكيل أمانة الخزنة.
366. شمعدان من الفضة: [العدد]: 1. القيمة المقدرة ثمان وعشرون. وهذا أيضاً [أي من إهداء مظفر آغا، وكيل أمانة الخزنة].
367. ساعة من الصناعات الإنجليزية، مستديرة الشكل، مزينة بحبات من الذهب، بقواعد. العدد: 2. القيمة المقدرة عشرون[ ليرة عثمانية]. أهداها شريف عدنان باشا.
368. صحن صابون من الفضة، مستدير الشكل. القيمة المقدرة ليرة عثمانية واحدة. أهدتها السيدة نازك أدا [من زوجات السلطان عبد الحميد الثاني].
369. تبسي كبير الحجم للغاية، بيضاوي الشكل، أطرافه محفورة ومزينة بالورود، بمقبضين. العدد: 1. القيمة المقدرة ليرة عثمانية واحدة. أهدته ابنة السيدة شايستة، من زوجات السلطان عبد المجيد خان [الأول].
370. علاقة صدر صغيرة: على هيئة نجم. العدد: 1. القيمة المقدرة ليرة عثمانية واحدة. اسم الواقف غير معلوم.
371. علاقة صدر صغيرة: على هيئة نجم. العدد: 1. القيمة المقدرة ليرة عثمانية واحدة. اسم الواقف غير معلوم.
372. علاقة صدر صغيرة: من ذي قبل [أي الواردة في الرقم 371]، على هيئة نجم. العدد: 2. القيمة المقدرة ليرة عثمانية واحدة. وهذه أيضاً [أي اسم الواقف غير معلوم].
373. مسبحة خضراء، يطلق عليها شاه مقو. العدد: 1. عدد حباتها: 99. القيمة المقدرة خمس ليرات عثمانية. الرباط الموجود عليها من الذهب، والإمامة والشواهد من الياقوت الأحمر المغطى بالذهب مع عدد من أحجار ألماس.
374. كيسان من القماش المخملي الأخضر، خاصان بوضع مفتاح الحجرة النبوية الشريفة فيهمان مكتوب على أحد طرفيهما كلمة التوحيد، وعلى الأخرى «هو الذي ترجى شفاعته»، مطرزان. القيمة المقدرة ليرة عثمانية واحدة. أهدتهما السيدة أمينة.
375. قنديل في داخل علاقة من الفضة، بثلاث سلاسل. العدد: 1. القيمة المقدرة عشر ليرات عثمانية. أهداه السيد محمد جوفاني من بومبي.
376. طبلة مغطاة بالذهب، على أرضية سوداء، مصنوعة من الوبر. [العدد]: 30. القيمة المقدرة خمس عشرة ليرات عثمانية. أهديت من الخزينة السلطانية الخاصة [في إستانبول].
377. مزهرية من البلور الأبيض، بستة شمعات وفانوس، مقابضها أحمر اللون، مزينة بأنواع من الزينة. [العدد]: 1. أهداها الحاج محمد، من أهالي إيكي بازار.
378. علاقة قنديل، بعشر سلاسل مستديرة، أعلاها وأسفلها مغطيان بالذهب، ومزينان بالورود. العدد: 1؛ الحبة 200. القيمة المقدرة خمس وثلاثون[ ليرة عثمانية]. أهدتها السيدة عائشة، ابنة تقي شاهين كنج باشاه، ناظر الحربية المصري.
379. مسبحة من شجر العود، بثلاث وثلاثين حبة كبيرة وإمامة. العدد: 1. القيمة المقدرة عشرون. أهداها المتسلم [المقاول] عبد السلام أفندي.
380. معطرة ومبخرة وشادروان من فضة، بفانوسين. [العدد]: 1. شادروان؛ [العدد]: 2 معطرة؛ [العدد]: 3 معطرة. أهداها نواب [الحاكم الهندي] بيغم.
381. غطاء مبخرة من فضة، محفورة الأطراف مع مبخرة بطبلة. [العدد]: 1. القيمة المقدرة سبع ليرات عثمانية. أهداها الشيخ سعيد.
382. قصيدة شريفة، بخط تعليق على ورق من ذهب، محاط بسلسلة من فضة. القيمة المقدرة ليرة عثمانية واحدة. أهداها حمدي أفندي، مدير المالية في طرابزون.
383. قطعة من سيف، مكتوب عليها عبارة «لا إله إلا الله» و[تحتها] «لا سيف إلا ذو الفقار»، وعلى مقبضها «محمد رسول الله» مع أبيات تركية، مع غمد من حديد، مزخرف بالذهب، وفي وسطه قطعة من فضة كتب عليها «من بوابي الحجرة المعطرة عنبر آغا صالح». القيمة المقدرة خمسون[ ليرة عثمانية]. أهداها عنبر آغا صالح.
384. كيس الجزء [يبدو أجزاء القرآن الكريم] مطرز بالفضة. العدد: 3. القيمة المقدرة ليرة عثمانية واحدة. اسم الواقف غير معلوم.
385. لوحة شريفة من فضة، [مكتوب عليه] «من زار قبري». [العدد]: 1. القيمة المقدرة مائة[ ليرة عثمانية]. وهذا أيضاً [أي اسم الواقف غير معلوم].
386. درج من فضة. العدد: 1. القيمة المقدرة عشرون[ ليرة عثمانية]. وهذا أيضاً [أي اسم الواقف غير معلوم].
387. شمعدان البخور من فضة أربعة أعداد. العدد: 4. القيمة المقدرة اثنا عشر ليرة عثمانية. وهذا أيضاً [أي اسم الواقف غير معلوم].
388. لوحة قديمة من فضة، مكتوب عليها «حلمي أفندي». القيمة المقدرة ليرة عثمانية واحدة. وهذا أيضاً [أي اسم الواقف غير معلوم].
389. علاقة بخور من ذهب. العدد: 1. القيمة المقدرة خمسمائة[ ليرة عثمانية]. وهذا أيضاً [أي اسم الواقف غير معلوم].
390. سلسلة المفتاح من فضة. [العدد]: 1. القيمة المقدرة أربع ليرات عثمانية. وهذا أيضاً [أي اسم الواقف غير معلوم].
391. درج أنتيك، بقطعة واحدة، مزين بالصدف، وفي وسطها كتابة سميكة بالحركات، ما بين السطور مزين بالورود بالطريقة العربية. القيمة المقدرة خمسمائة [ ليرة عثمانية]. وهذا أيضاً [أي اسم الواقف غير معلوم].

## خلاصة التقرير
لقد تم الكشف عن المواد المحفوظة بالحجرة النبوية الشريفة، من مصاحف وأجزائها الشريفة والأمانات المباركة، واحدة بواحدة، وأجريت المقارنة بينها وبين ما ورد في الدفتر القديم [القائمة السابقة]، فوضعت القيمة المقدرة أمام تلك الأمانات [المقتنيات]، وتمت إعادتها كلها في المواجهة إلى مقرها الشريف من طرفنا، مقرين بمسؤوليتنا عن تسلمها وتسليمها بالكامل. وبناء على ذلك تم [ختم و] تمهير هذه المجلة [القائمة].
- أمين خزنة الحرم النبوي الشريف محمد راسم

لقد اختتم الكشف على الأمانات الشريفة المذكورة أعلاه، بموجب أصل [القائمة] القديمة. وإننا نقر بحسن الحفاظ عليها، ومسؤوليتنا عنها.
10 رمضان 326[1هـ]. 23 أيلول 324[1]
- بواب الحجرة [النبوية] الشريفة: ياسين آغا،
- بواب الحجرة [النبوية] الشريفة: تابع إسحاق آغا عبد الكريم آغا مرجان
- بواب الحجرة [النبوية] الشريفة: ألماس آغا،
- بواب الحجرة [النبوية] الشريفة: عبد الله طنطاوي محمد سرور
- بواب الحجرة [النبوية] الشريفة نقيب آغاوات الحرم النبوي الشريف إبراهيم مرجان محمد أمين (بواب الحجرة النبوية) مستلم الحرم النبوي الشريف

بلال عنبر
لقد تم الكشف عن المصاحف الشريفة وأجزائها المباركة والأمانات المباركة الواردة في هذا الدفتر، واحدة واحدة، وأجريت المقارنة بينها وبين ما ورد في الدفتر القديم، وتم تسلميها كلها إلى راسم آغا، أمين خزنة الحرم النبوي الشريف، وبما أنها منذ القديم تحت حفظ الآغاوات وصونهم، فقد تم تفهيمهم بمسؤوليتهم تجاه تلك الأمانات، وضرورة حفظها وصونها كما في السابق على أحسن صورة، وبناء على ذلك أعد هذا المحضر.
10 رمضان 326[1هـ].. 23 أيلول 324[1]
كاتب الآغاوات مقيد واردات الحرم النبوي الشريف
السيد إبراهيم أحمد فائق
الكاتب الأول لحسابات الحرم النبوي الشريف متولي حسابات الحرم النبوي 
محمد مقصود مسعود محمد عارف بن أحمد نظيف
موظف الحسابات بالحرم النبوي الشريف موظف الحسابات بالخزنة النبوية الشريفة
معمر [؟] بن شكري محمد علي بن مصطفى
موظف الحسابات بالخزنة النبوية الشريفة مدير الحرم النبوي الشريف
حلمي نظام الدين بن عارف 
شيخ الحرم النبوي الشريف ومحافظ المدينة المنورة 
الأمير لواء
نفيد أن هذه الصورة من الدفتر المنظم بموجب الأصول السابقة للهدايا الكريمة في الروضة النبوية المطهرة لسيد الكائنات، والأمانات المباركة فيها، والذي تم تنظيمه وإرساله من محله [المدينة المنورة] موافق ومطابق للأصل المحفوظ.
27 ذي الحجة 326[1هـ].. كانون الثاني 324[1]
ختمان صغيران [ويبدو أنهما ختما نظارة الأوقاف بإستانبول]
([9]) اتبعنا هنا الترقيم المتسلسل حسب الوثيقة العثمانية، دون تدخل..
([10])
ذخائر الحجرة النبوية الشريفة